# Palenque
Pour les articles homonymes, voir Palenque.
Palenque est une cité maya qui se situe dans l’État mexicain du Chiapas, près du fleuve Usumacinta. C’est l’un des sites les plus impressionnants de cette culture. Comparée aux autres cités mayas, elle est de taille moyenne : bien plus petite que Tikal ou Copán, elle se distingue néanmoins par son patrimoine architectural et sculptural.
La zone découverte jusqu’en 2005 représente 2,5 km2 mais on estime avoir exploré moins de 10 % de la superficie totale de la cité. Il reste encore plus de mille structures couvertes par la forêt. En 1981, le site de Palenque fut désigné parc national. Il a été inscrit sur la liste du patrimoine mondial de l’UNESCO en 1987. Néanmoins, les bâtiments fouillés, à part le temple des Inscriptions, souffrent gravement du manque de moyens mis à disposition : absences de couvertures, infiltrations dues aux joints disloqués, déjections de chauves-souris mettent en péril leur pérennité.
Palenque est l’un des sites les plus riches du sud du Mexique, à la limite de la péninsule du Yucatán. Parmi les constructions accessibles, on peut noter :
- la Pyramide des inscriptions ;
- Le Temple de la Reine Rouge
- Le Temple du Crâne
- Le Temple X
- Le Temple XI
- le Palais. Figurant jadis parmi les plus beaux édifices de la période maya classique, le palais de Palenque était à l'état de ruines recouvertes de végétation quand il fut photographié par l'explorateur Alfred Maudslay, il y a plus d'un siècle ;
- le Temple de la Croix ;
- le Temple de la Croix feuillue ;
- le Temple du soleil ;
- Le Temple XIV
- Le Temple XV
- Le Temple XVI
- le jeu de pelote ;
- le Groupe nord.
- L'acropole Sud avec les Temples XVII, XVIII, XIX, XX et XXI
- Le Temple Olvidado
- Le Temple des Beaux-Reliefs

L'architecture présente une variante occidentale du style maya.

## Étymologie
Le nom maya de la cité est Lakam Ha, qui signifie « Grandes eaux », en référence aux nombreuses sources et cascades que l'on peut trouver à travers la ville. La cité était déjà abandonnée lors de la conquête du Mexique au XVIe siècle. Un missionnaire dominicain espagnol Pedro Lorenzo de la Nada y fonda une mission en 1567. À cette époque, l'endroit était connu des Mayas Chol sous le nom de Otolum, ou « Terre des maisons fortes ». De la Nada traduisit ceci en espagnol par Palenque qui signifie « fortification, palissade » pour la ville (Santo Domingo de Palenque) qui fut construite à proximité. Une autre théorie concernant l'origine du mot Palenque fait état du nom maya bahlam kin (jaguar soleil) qui aurait pu indiquer l'endroit où le Soleil plongeait dans l'inframonde, le royaume du jaguar.
Palenque fut la capitale de l'état de l'Époque classique B'akaal.

## Palenque dans l’histoire moderne

### Redécouverte auXVIIIesiècle

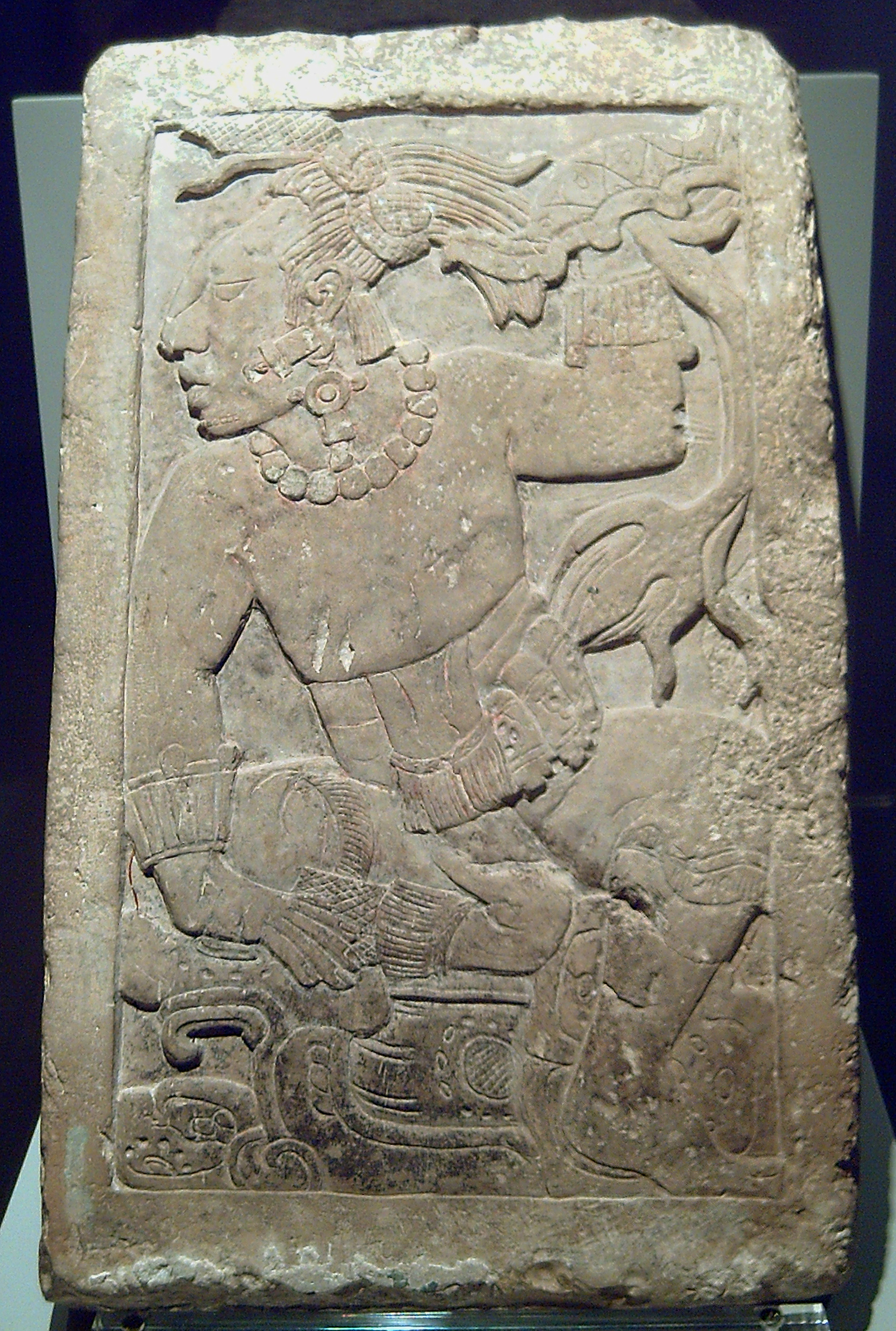
La « Stèle de Madrid », une des pièces expédiées par del Río en Espagne et conservée au Museo de América à Madrid.

La communauté de Santo Domingo de Palenque fut fondée aux alentours du site archéologique en 1567. Il n’existe aucune trace d’un quelconque intérêt porté à la cité abandonnée avant 1773, lorsqu'un religieux, Ramón Ordoñez, qui était au courant de l'existence des ruines, en avisa le capitaine général du Guatemala, qui envoya un fonctionnaire sur place. En 1785, l'architecte Antonio Bernasconi y fut envoyé pour en dresser le plan. Le roi d'Espagne, amateur d'antiquités, eut vent de la chose et ordonna au gouverneur d'y envoyer un contingent militaire dirigé par le colonel Antonio del Río (en). Lors de cette expédition, les troupes provoquèrent l’effondrement de certains murs pour pénétrer à l’intérieur des constructions et prélever des échantillons destinés à être envoyés en Espagne, provoquant ainsi des dommages irréversibles.

### Explorations auXIXesiècle
En 1807, une nouvelle expédition dirigée par Guillermo Dupaix, accompagné par le dessinateur Luciano Castañeda visita le site. Grâce aux informations contenues dans les rapports des expéditions précédentes, incluant des eaux-fortes inspirées des dessins de Bernasconi et de Castañeda, le premier livre sur Palenque fut publié à Londres en 1822 sous le titre de Descriptions of the Ruins of an Ancient City, discovered near Palenque (Description des ruines d’une cité ancienne, découverte près de Palenque). En 1834 parurent deux autres publications inspirées des mêmes sources.

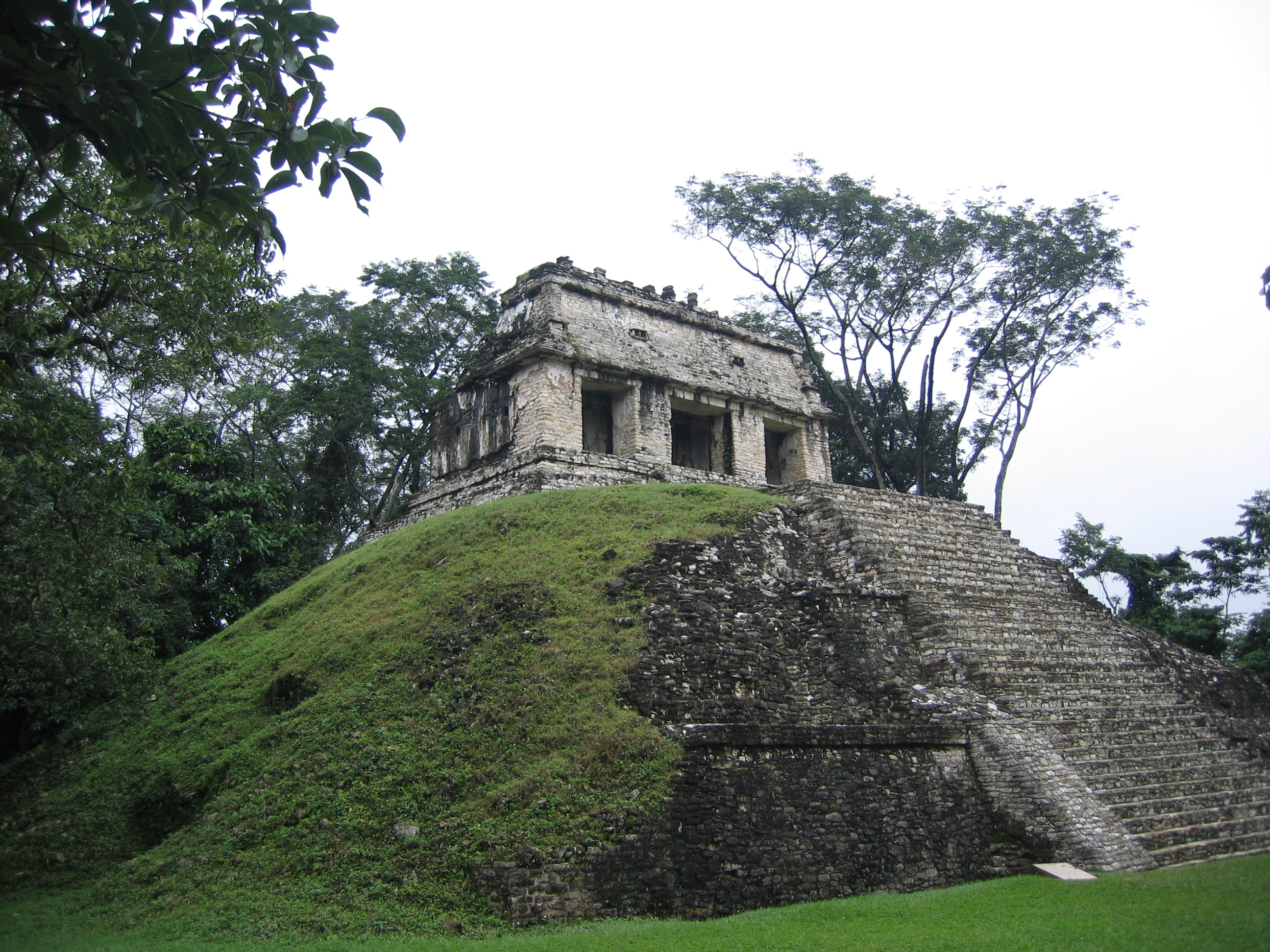
Le Temple du Comte.

Jusqu’au début du XIXe siècle, on pensait que les silhouettes des sculptures et bas-reliefs de Palenque représentaient des Égyptiens, des Polynésiens ou les Dix tribus perdues d’Israël. En 1831, l’explorateur militaire Juan Galindo fut le premier à noter dans son rapport de visite à Palenque que ces silhouettes ressemblaient plus à des populations locales.
En 1832, l’explorateur et peintre français Jean-Frédéric Waldeck passa deux années à Palenque, sur le groupe nord, et y dessina des esquisses qui furent publiées à partir de 1838, à Paris. Pendant ce temps, en 1840, l'Américain John Lloyd Stephens et le dessinateur britannique Frederick Catherwood menèrent la première étude que l'on peut qualifier de scientifique sur ce site. En 1841, Stephens publia son célèbre ouvrage Incidents of Travel in Central America, Chiapas and Yucatán, qui comporte une description de Palenque accompagnée d'illustrations de Catherwood.
Le photographe français Désiré Charnay prit les premiers clichés de Palenque en 1858 et y retourna de 1881 à 1882. L’explorateur britannique Alfred Maudslay installa un campement à Palenque en 1890 et y prit de nombreuses photographies des œuvres d’art et des inscriptions dont il fit ensuite des moulages de papier.

### Explorations auXXesiècle

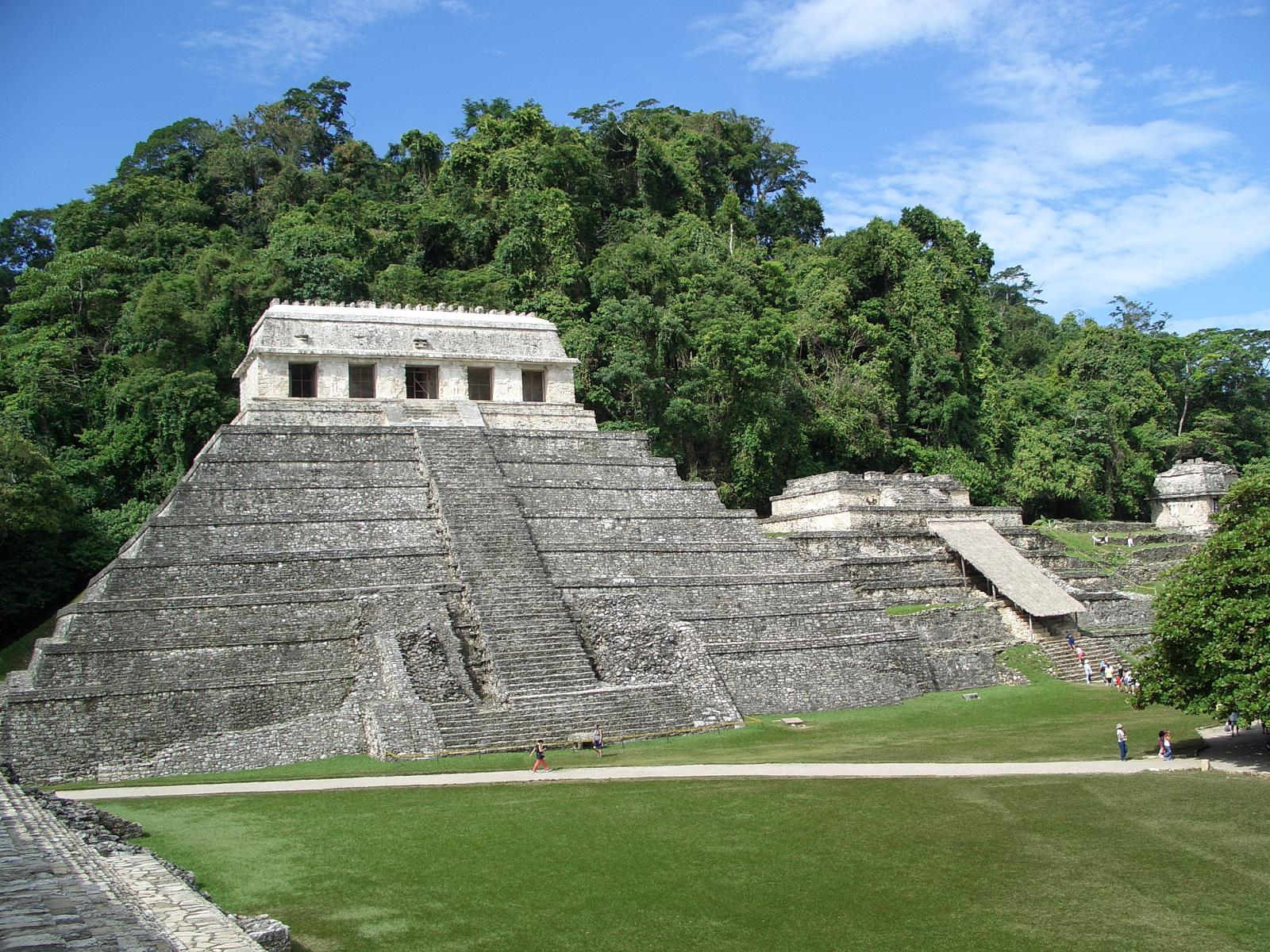
Le Temple des Inscriptions

Il y eut par la suite diverses expéditions dont la plus intéressante est certainement celle de Frans Blom en 1923. Il dessina des cartes de la partie déjà connue de la cité mais aussi d’autres zones moins explorées et décida d’envoyer son rapport, accompagné de recommandations quant aux mesures à prendre pour préserver ces ruines, au gouvernement mexicain.
Entre 1949 et 1952, le gouvernement mexicain, par l’intermédiaire de l’Instituto Nacional de Antropología e Historia ou INAH (Institut National d'Anthropologie et d'Histoire), envoya une équipe de fouilles et de recherche dirigée par l’archéologue mexicain Alberto Ruz Lhuillier. Entre autres contributions de cette équipe, on distingue la découverte, sous le Temple des inscriptions, du tombeau de K'inich Janaab Pakal I. D’aucuns la considèrent comme la découverte de tombeau la plus importante à ce jour pour toute la zone mésoaméricaine. Ruz fut le premier être humain à pénétrer dans le tombeau en plus de mille ans. Ultérieurement, dans les années 1970, Jorge Acosta dirigea une autre expédition de l’INAH. À cette même époque, l’INAH construisit sur place un musée archéologique du nom de Museo de Sitio Dr. Alberto Ruz Lhuillier (« Musée du site Dr Alberto Ruz L'Huillier »).
En 1973, Merle Greene Robertson organisa la première des Mesas Redondas (Tables rondes) de Palenque, une série de rencontres de spécialistes des Mayas, ayant pour objectif de débattre et d’examiner les nouvelles découvertes. Robertson contribua à l’exploration de Palenque, surtout en ce qui concerne le recensement des vestiges de couleur sur les sculptures. Depuis, les activités de recherches archéologiques se poursuivirent quasiment sans interruption. Les activités des Tables rondes reprirent en 1995.

## Histoire du Palenque maya

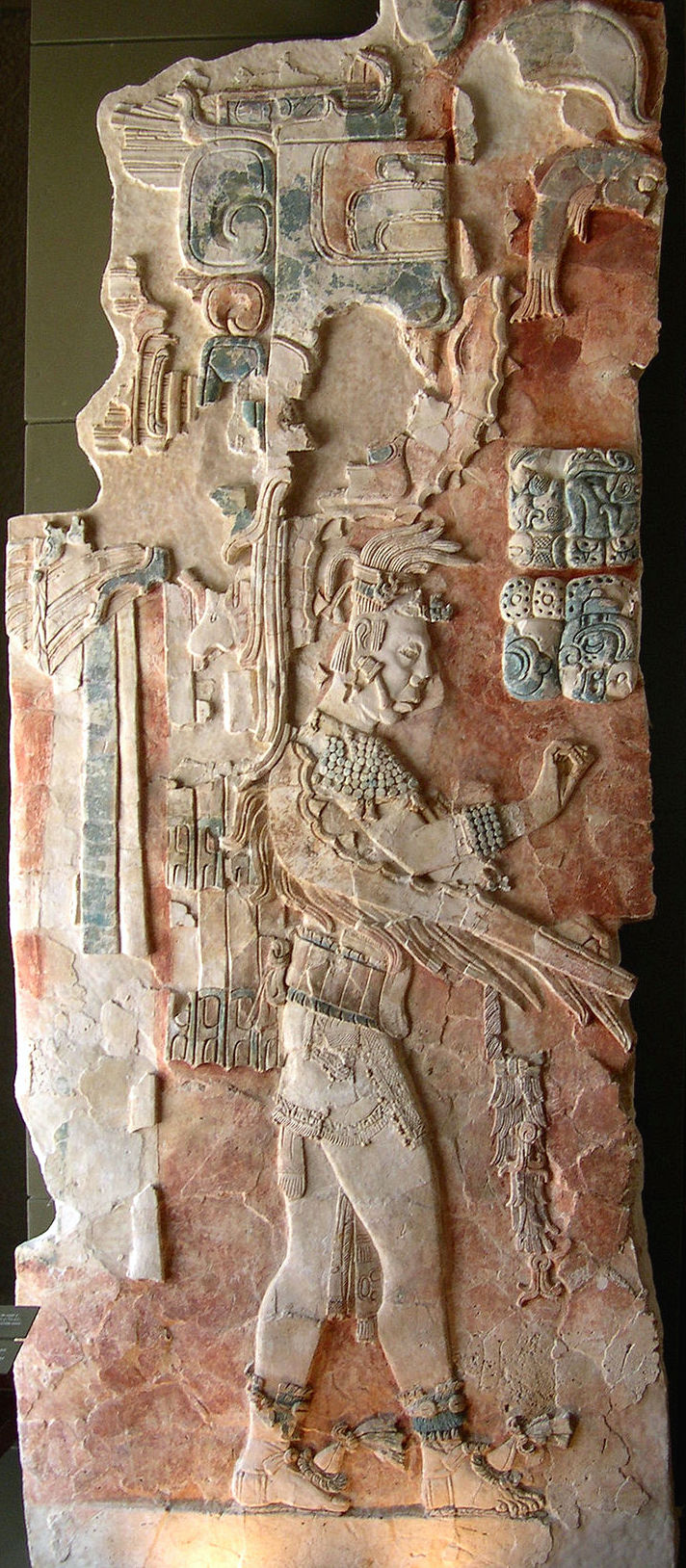
K'inich Janaab Pakal II : bas-relief du musée de Palenque.

Les informations disponibles sont le fruit des recherches archéologiques passées et présentes. En effet, de nouvelles données sont portées à notre connaissance de manière continue, ce qui peut constamment faire évoluer les hypothèses établies. Les informations présentées dans cet article reprennent la perspective acceptée au début du XXIe siècle sur Palenque.

### Généralités
On estime que les Mayas fondent Lakam Ha au Préclassique vers 100 av. J.-C.. C’est alors un petit village principalement agricole, entouré de nombreuses sources et cours d’eau. Cette région fertile, bénéficiant d'une température moyenne de 26 °C et des précipitations les plus importantes du Mexique (moyenne annuelle 2 156 mm), permet probablement une agriculture dont les fruits dépassent les besoins des habitants, qui peuvent alors en faire le commerce. Les inscriptions indiquent que la ville proprement dite, naît au Ve siècle, sous l'égide de son premier Seigneur, K'uk B'alam (431).
La population augmente au cours du Classique ancien pour devenir une ville puis la capitale de la région de B'akaal. Parmi les structures découvertes, la plus ancienne est construite vers l’an 600.
B'akaal est un centre important de la civilisation maya entre le Ve et IXe siècles. Pendant cette période se succèdent épisodes glorieux et catastrophiques, alliances et guerres. À plus d’une occasion, B'akaal s’allie avec Tikal, l’autre grande cité maya de l’époque, et ce surtout dans le but de limiter l’expansion de la belliqueuse cité de Calakmul, aussi connue sous le nom de « Royaume du serpent ». Calakmul est vainqueur à deux reprises, en 599 et en 611.
Les seigneurs de B'akaal proclamaient que leur lignée remontait à un passé fort lointain. Certains allaient même jusqu’à se vanter du fait qu’elle datait de la création du monde qui, dans la mythologie maya, est située en l’an 3114 av. J.-C..

### Rois de Palenque

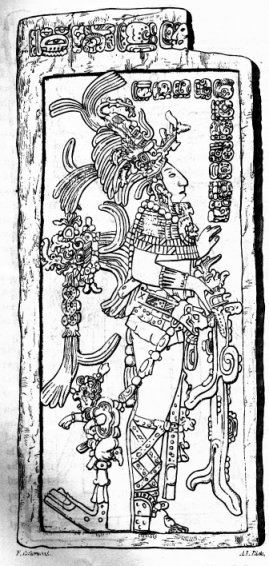
Kʼinich Kan Bahlam II (Chan Bahlum II)

La liste suivante indique les rois qui ont gouverné Palenque et leurs dates de règne :
- K'uk' B'alam I (11 mars 431-435) ;
- Casper ; son nom maya n’a pas été identifié (10 août 435-487) ;
- B'utz Aj Sak Chiik (29 juillet 487-501) ;
- Ahkal Mo' Naab' I (5 juin 501 – 1er décembre 524) ;
- K'an Joy Chitam I (25 février 529-8 février 565) ;
- Ahkal Mo' Naab' II (4 mai 565-23 juillet 570) ;
- K'an B'alam I (8 avril 572-3 février 583) ;
- Dame Yohl Ik'nal (583-604) ;
- Ajen Ohl Mat (605-612) ;
- Muwaan Mat (612-615) ;
- K'inich Janaab Pakal I, aussi connu sous le nom de Pacal le grand (615-683) ;
- Kʼinich Kan Bahlam II (en), aussi connu sous le nom de Chan Bahlum II (683-702) ;
- K'inich K'an Joy Chitam II (702-720) ;
- K'inich Ahkal Mo' Naab III, aussi connu sous le nom de Chaacal III (3 janvier 721-après 729) ;
- K'inich Janaab Pakal II (ca. 742) ;
- K'inich K'an B'alam III (ca. 751) ;
- K'inich K'uk' B'alam II (764-?) ;
- Wak Kimi Janaab Pakal (17 novembre 799-?).

### Classique ancien

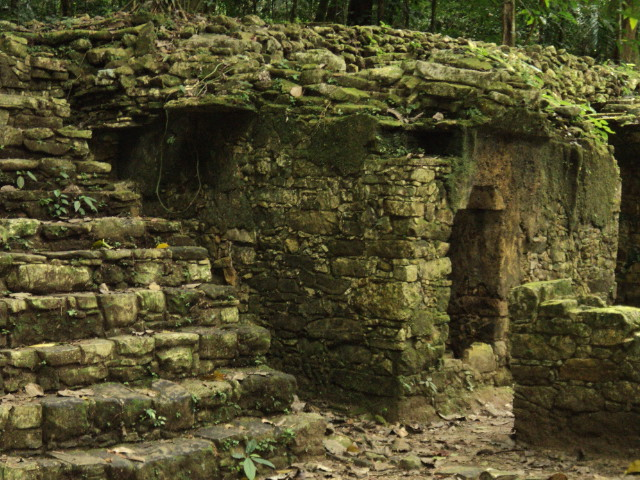
Zone résidentielle réservées aux élites maya.

Le premier roi de B'akaal (nommé K'uhul Ajaw, c'est-à-dire « Divin Seigneur ») sur lequel on dispose d’informations fut K'uk B'alam (Quetzal Jaguar), parfois nommé « Seigneur de Toktan ». Il gouverna pendant quatre années à partir de 431. Sa succession fut assurée par l’ajaw que les archéologues nommèrent Casper . Les deux ajaw suivants furent probablement les fils de Casper. On en savait très peu sur le premier fils, B'utz Aj Sak Chiik, jusqu’à ce qu’en 1994 on découvre une planche décrivant un rituel autour de l’ajaw. Sur cette même planche, on décrivait son successeur Ahkal Mo' Naab I comme un jeune prince. C’est pourquoi on a pensé qu’il devait y avoir un lien de parenté entre eux. Pour des raisons que l’on ignore, Ahkal Mo' Naab I bénéficiait d’un grand prestige. Les Seigneurs qui lui succédèrent affichaient une grande fierté du fait d’être ses descendants.
Après la mort de Ahkal Mo' Naab I en 524, il y eut un vide de quatre ans et c’est donc en 529 que l’ajaw suivant fut couronné en Toktán. K'an Joy Chitam I fut au pouvoir pendant trente-six ans. Par la suite, ses fils Ahkal Mo' Naab II et K'an B'alam I  gouvernèrent successivement, hormis lors d’une période intermédiaire durant laquelle on ignore s’il y avait un ajaw et quel était son nom. K'an B'alam I fut le premier ajaw à utiliser le surnom de Kinich, ou « grand soleil », qui fut ensuite utilisé par les Seigneurs suivants. Dame Yol Ik'nal, sans doute sa fille, lui succéda en 583. Les inscriptions trouvées à Palenque relatent une bataille qui eut lieu sous son règne. Le 21 avril 599, les troupes de Calakmul envahirent Palenque et mirent la ville à sac, un fait militaire sans précédent.

### Classique récent

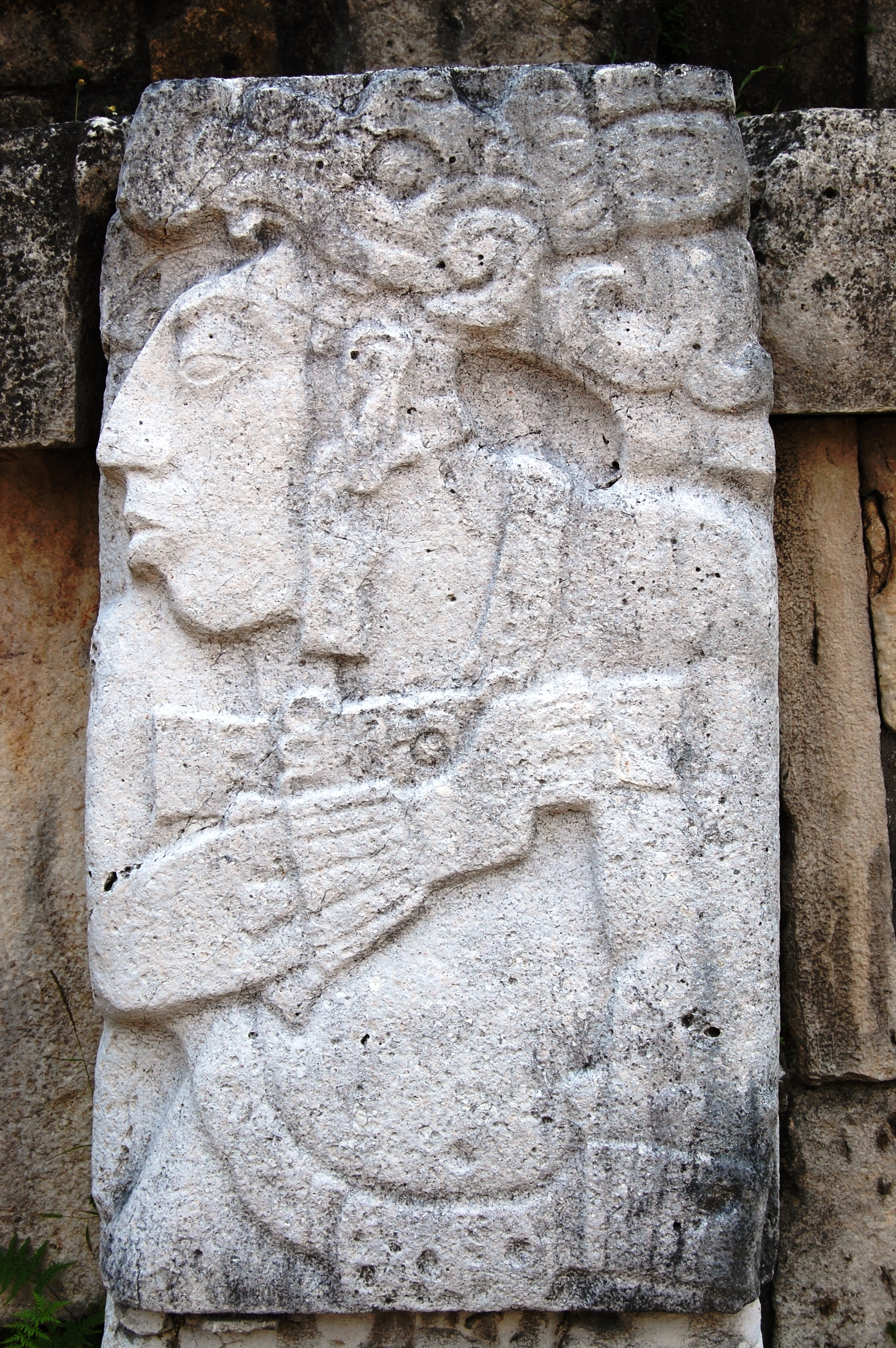
Relief en stuc de K'inich Janaab' Pakal.

B'akaal entama le Classique récent en proie au désordre provoqué par les défaites contre Calakmul. En 611, cette dernière remporta une seconde victoire sous le règne de Ajen Ohl Mat, fils de Yol Ik'nal. À cette occasion, l’ajaw de Calakmul entra personnellement dans Palenque, renforçant ainsi le sens de cette défaite militaire qui fut suivie d’une période de désordre politique. Ajen Ohl Mat mourut en 612.
Au cours de cette période confuse, il semble qu’un homme du nom de Janaab Pakal assuma les fonctions d'’ajaw mais il n'accéda jamais au trône. En 612 Muwaan Mat accéda au trône. Un texte datant de 613 est pessimiste : « Perdue est la divine dame, perdu est le Seigneur », et relate que certains rites fondamentaux ne furent pas réalisés à cette époque. Mais aucune mention n’était faite de quel Seigneur il s'agissait. Les archéologues ont longtemps cru que Muwaan Maat désignait Dame Sak K'uk qui aurait gouverné pendant trois ans. Cette thèse est aujourd'hui abandonnée. Un fait établi est que le fils de Dame Sak K'uk, K'inich Janaab' Pakal I, aussi connu sous le nom de Pacal le grand, le plus célèbre des rois mayas, accéda au trône en 615, ce qui constituait une rupture dynastique. B'akaal reprit alors le chemin de la gloire et de la splendeur.

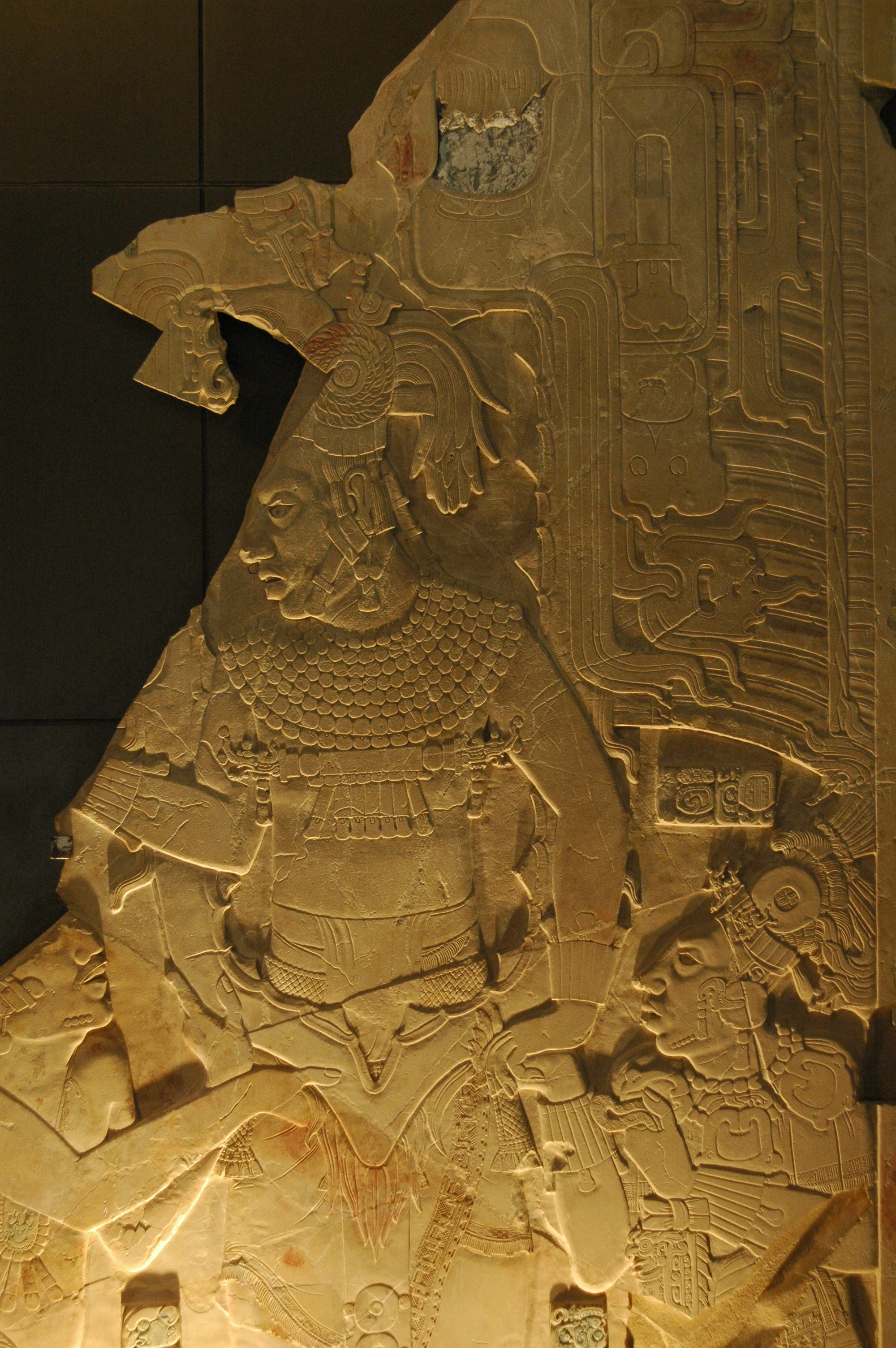
K'inich Ahkal Mo' Naab II : bas-relief du Temple XIX.

Janaab' Pakal était alors âgé de douze ans, et sa mère exerça sans doute le pouvoir effectif au cours des premières années d'un très long règne qui dura jusqu’en 683. Quand il arriva au pouvoir, la cité était en pleine décadence. Malgré cela, réputé être le protégé des dieux, il mena Palenque à un niveau de splendeur jamais égalé. Janaab' Pakal I épousa Dame Tz'akbu Ajaw en 626 et ils eurent deux fils.
Il édifia la majeure partie des palais et des temples de Palenque, dont le Templo Olvidado (Temple oublié, à 5 km au sud du Palais), le Temple des inscriptions et le Temple du Comte. Le sarcophage de pierre qui abrite son corps est toujours visible dans une chambre sous la Pyramide des inscriptions et les masques en stuc ainsi que les visages des colonnes du palais indiquent sa généalogie. La cité fut plus florissante que jamais, et éclipsa même Tikal. L’ensemble architectural central qu’on appelle le Palais fut agrandi et remodelé à diverses occasions, surtout en 654, 661 et 668. C’est dans cette structure qu’on a trouvé un texte attestant qu’à cette époque, Palenque avait récemment scellé une alliance avec Tikal, et avec Yaxchilan. Ils capturèrent six Seigneurs ennemis de l’alliance. Il a été impossible de tirer plus de détails de ce texte.

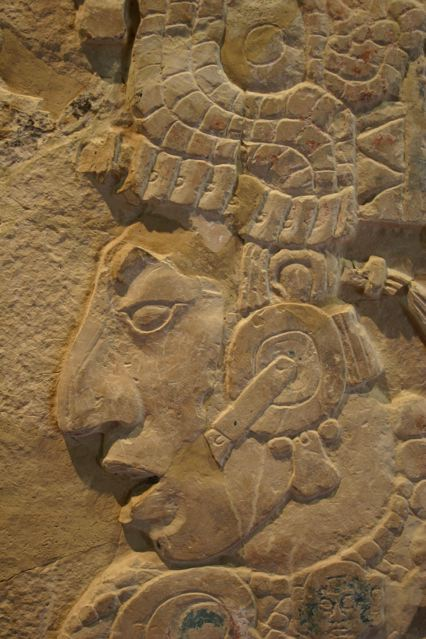
Détail d'un panneau du Temple XVII : K'inich Kan B'alam II.

Après la mort de Janaab' Pakal I en 683, son fils aîné K'inich Kan B'alam II devint le Seigneur de B'akaal, puis lui succéda, en 702, son frère, K'an Joy Chitam II. L’aîné poursuivit les œuvres architecturales et sculpturales que son père avait initiées, et il acheva la construction du célèbre tombeau de Pakal. De plus, il instigua d’ambitieux projets comme le groupe de la Croix (Temple de la Croix, Temple de la Croix feuillue et Temple du Soleil). Grâce aux nombreuses œuvres d’art réalisées sous son règne, on a pu trouver sur diverses sculptures des portraits de cet ajaw. En 711, Palenque fut assiégée par le roi de Toniná qui fit prisonnier le vieux Seigneur K'inich K'an Joy Chitam II. On ignore quel fut exactement le sort de cet ajaw, bien qu'il soit encore fait mention de lui en 714. En 721, un nouveau souverain, K'inich Ahkal Mo' Nab' III appartenait à la famille royale, mais on n'est pas certain qu’il soit un héritier direct de K'inich K'an Joy Chitam II, mais plutôt son neveu. Dans un système politique et religieux où la légitimité de nature divine repose sur une succession de père en fils, K'inich Ahkal Mo' Nab' III a certainement dû manœuvrer et forger des alliances politiques pour arriver au pouvoir. La cité fut aux mains de cet ajaw, puis de son fils et son neveu jusqu’à la fin du siècle. On dispose de peu d’informations sur cette époque. Entre autres événements on sait juste que Toniná était toujours sur le pied de guerre. Dans cette ville furent découverts des glyphes relatant une nouvelle défaite de Palenque.

### L’abandon de Palenque
B'akaal a toujours été la cible de diverses attaques durant le VIIIe siècle, de la même manière que les autres cités mayas de l’ère classique. Wak Kimi Janaab' Pakal, aussi connu sous le nom de Janaab' Pakal III, prit le pouvoir en 799, la dernière date en compte long connue à Palenque, et ensuite, on perd toute trace de la dynastie. Plus aucune nouvelle construction ne fut entreprise dans le centre cérémoniel. Au début du IXe siècle, B'akaal tenait une position respectable et influente dans la région. Malgré cela, l’émigration et l’abandon avaient déjà commencé. Lakam Ha fut encore habité par quelques générations qui se consacrèrent à l’agriculture, mais les lieux furent abandonnés petit à petit, à mesure que la forêt les recouvrait. Au XVIe siècle, la région était quasiment inhabitée.

## Principales structures

### Palais

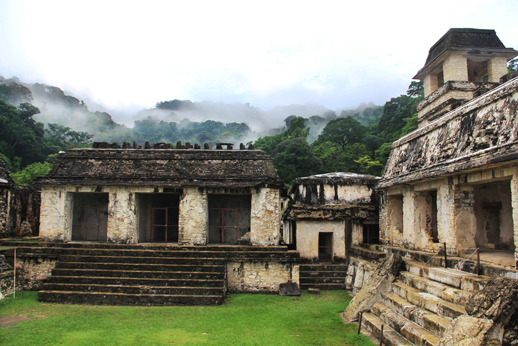
Maison C vue de la Cour est et tour à l'arrière-plan.

Situé au nord-est du Temple des Inscriptions sur une plate-forme de base trapézoïdale, le complexe connu sous le nom de « Palais » est le plus grand de Palenque. Les archéologues ne s'accordent pas sur sa destination : bien que certains, comme son nom peut le laisser penser, le considèrent comme un ensemble résidentiel, d'autres pensent plutôt qu'il s'agit d'un complexe administratif ou de bâtiments à vocation cérémonielle. On y accède par de grands escaliers au nord, à l'est et à l'ouest. Le Palais est en fait un agrégat de souterrains, de patios, de galeries et d'édifices traditionnellement appelés « Maisons », chacune étant affectée d'une lettre par les archéologues.

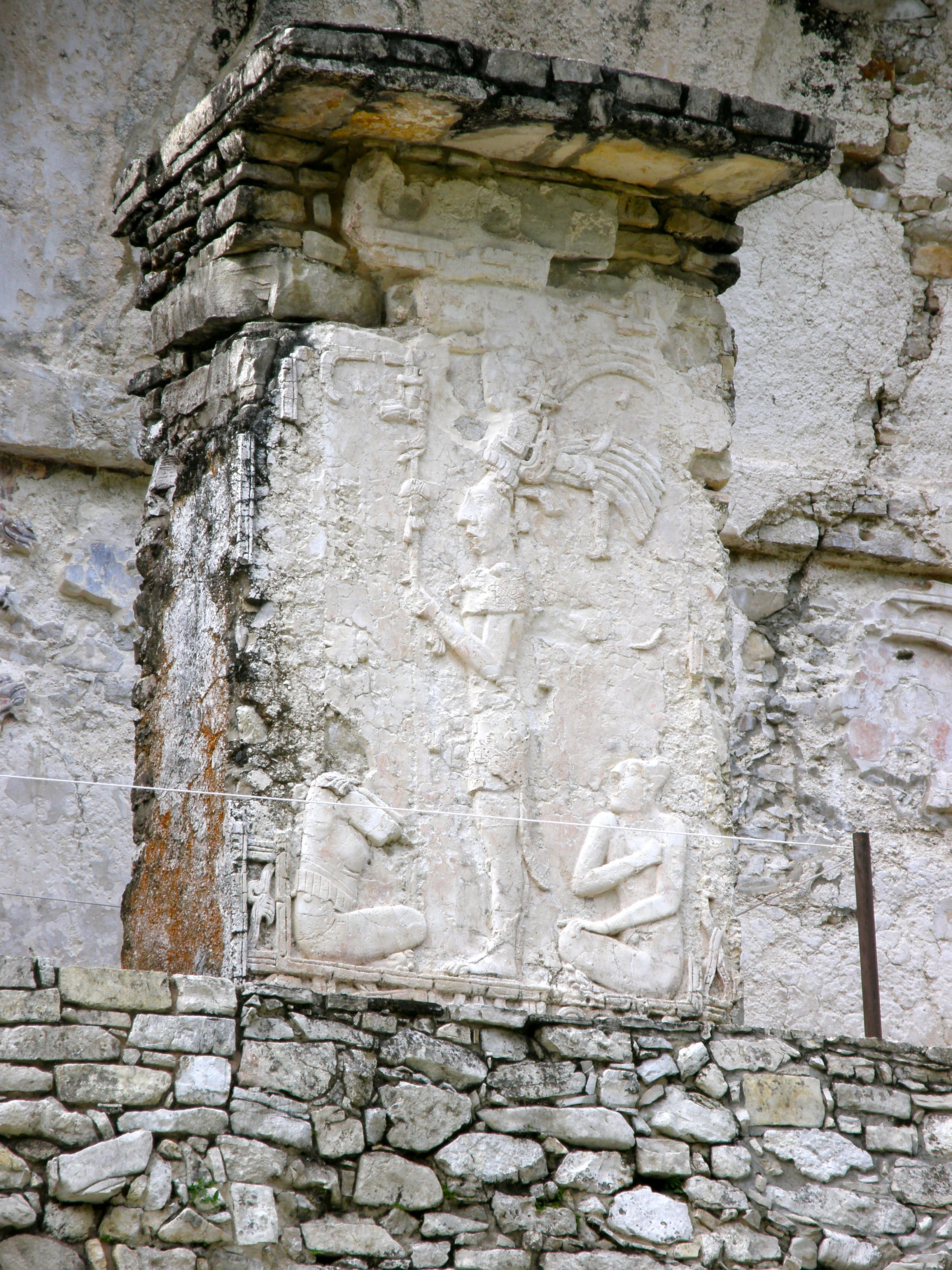
Pilier de la Maison A.

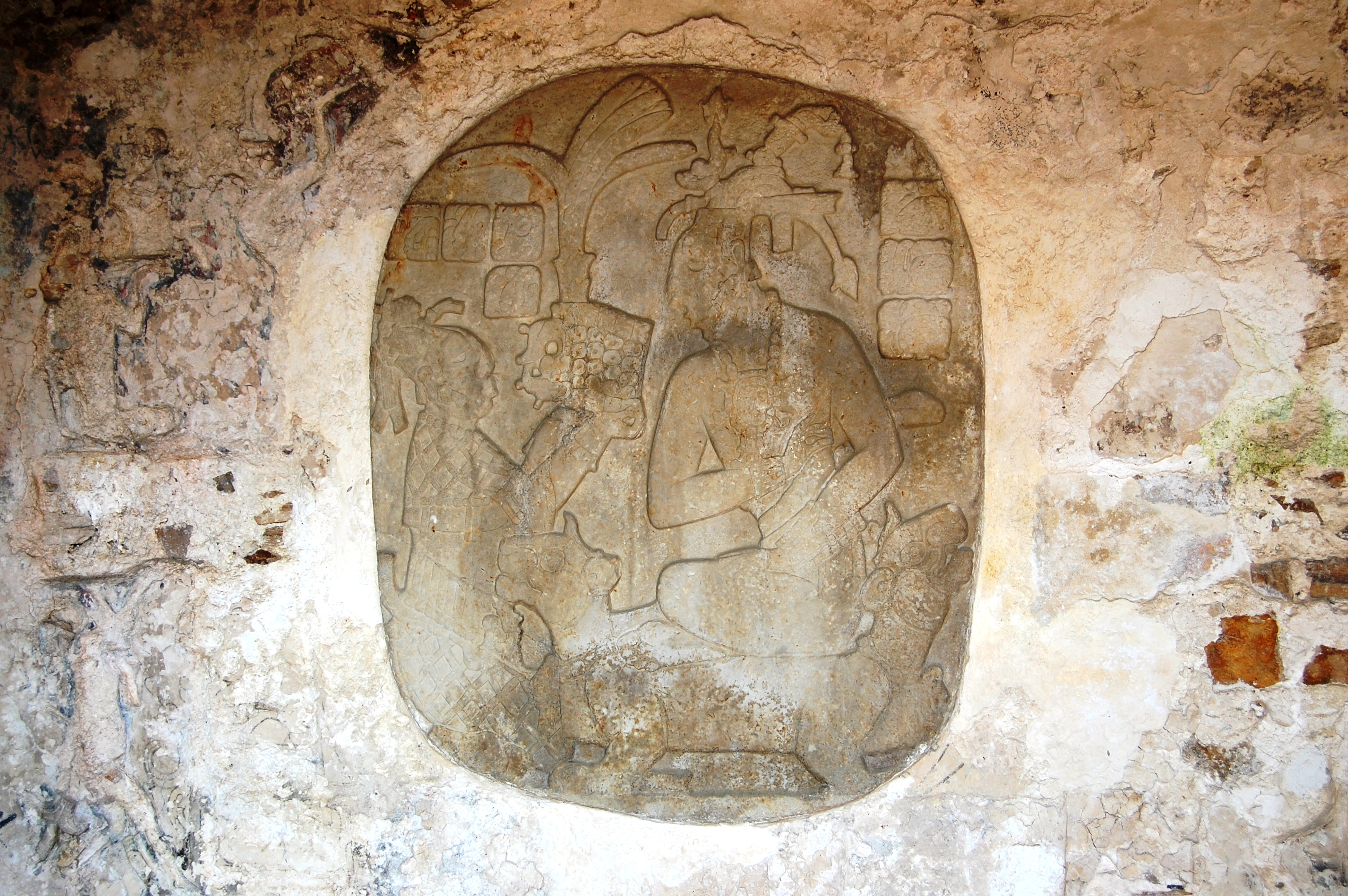
Tablette ovale de la Maison E.

La plus grande partie des bâtiments fut construite sous le règne de K'inich Janaab' Pakal I. La partie la plus ancienne est constituée de galeries enterrées appelées « souterrains ». On ne sait trop si elles existaient avant le règne de Pakal et ont été ensevelies sous les constructions ultérieures ou si elles ont été conçues par Pakal. Consacrée en 654, la Maison E, la première de celles visibles actuellement, se situe au cœur du complexe. C'était la salle du trône. Sur le mur du fond se trouve un panneau connu sous le nom de « Tablette ovale ». Elle représente Pakal et sa mère Dame Sak K'uk qui lui remet une coiffure - connue sous le vocable anglais de drum major - lors de son accession au trône. Sous la Tablette ovale se trouvait le trône soutenu par des bacabs. Actuellement fort endommagé, on en conserve cependant une vue sur une gravure de 1787, lorsqu'il était encore intact. La Maison E se distingue des autres bâtiments à plus d'un égard. Des panneaux de pierre au niveau de la moulure médiane évoquent le chaume d'une hutte maya traditionnelle. Le bâtiment n'est pas couronné d'une crête faîtière et contrairement à la plupart des bâtiments peints en rouge, il était blanc. Son nom maya est d'ailleurs Sak nuk naah (« grande maison blanche »). Sa façade était décorée de médaillons peints en bleu et en orange. Les ouvertures dans les murs ont la forme du glyphe ik', qui signifie « souffle », « vent ».

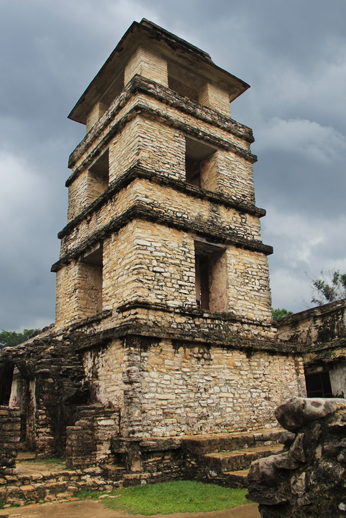
Tour d'observatoire.

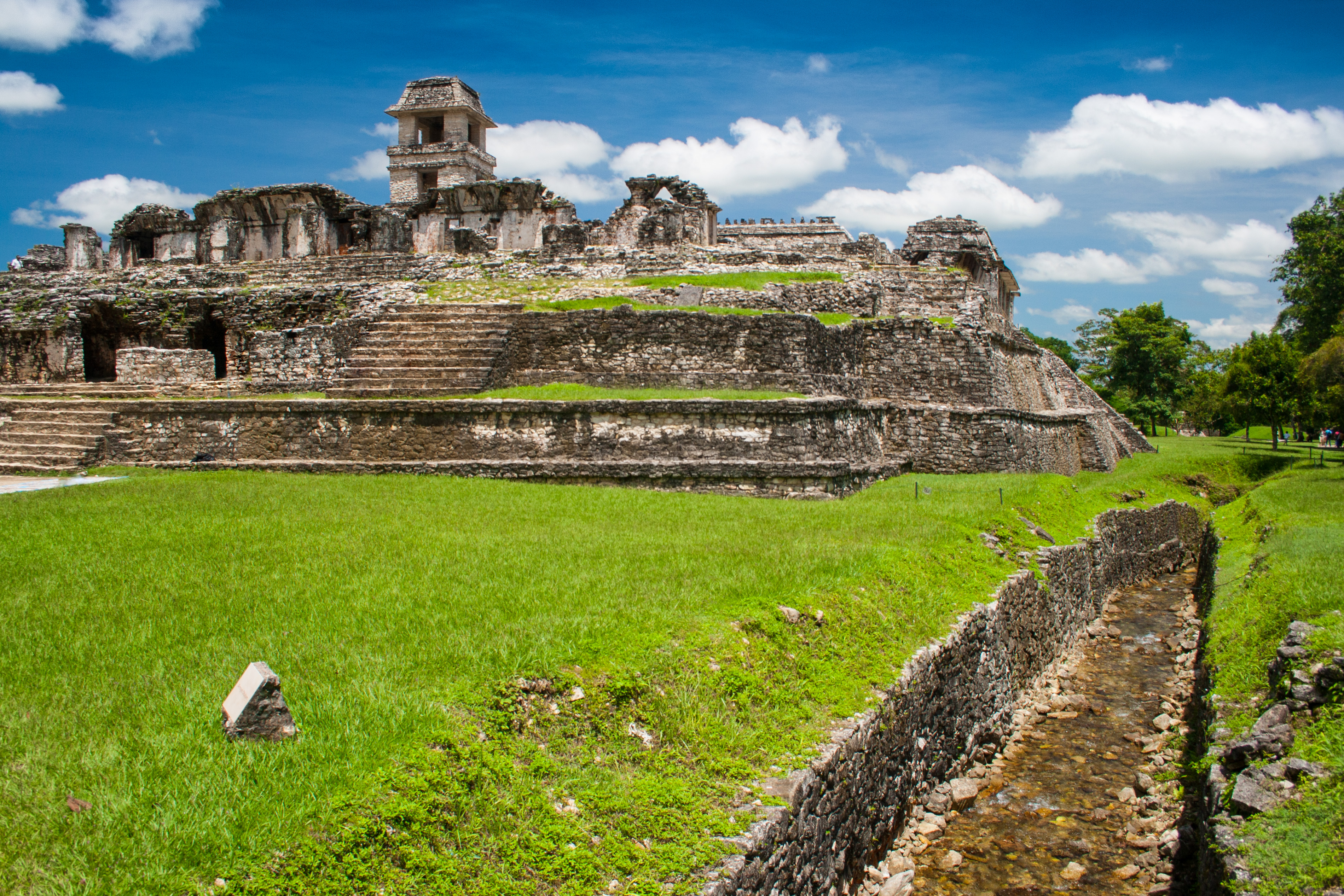
L’aqueduc la façade orientale du Palais.

Immédiatement au nord de la Maison E, Pakal fit construire la Maison C, consacrée en 661. De chaque côté de l'escalier qui y conduit depuis la Cour est, se trouvent des panneaux représentant des prisonniers. Il s'agit de nobles de Santa Elena, un royaume allié à Calakmul, que Pakal avait défait en 659, et de Pomona. La Maison C commémore cette victoire. Sur son escalier hiéroglyphique, une inscription relate la défaite de Palenque par Calakmul à la fin du VIe siècle. Reconnaître une défaite n'est ici qu'un moyen de souligner la revanche remportée sous le règne de Pakal.
De l'autre côté de la Cour, un escalier mène à la Maison A, consacrée en 668. Ici aussi, on trouve des dalles grossièrement sculptées représentant des prisonniers sur un mur incliné. Ces bas-reliefs firent une forte impression sur John Lloyd Stephens lorsqu'il explora le site en 1840 : « Ces personnages sont parés de coiffes et de colliers somptueux, mais leur attitude trahit la souffrance et l'affliction. Le dessin et les proportions anatomiques de ces figures sont fautifs, mais il en émane une force d'expression qui témoigne de l'habileté et du talent créateur de l'artiste ». Composé de deux galeries parallèles de 2,30 m de largeur, Les piliers par lesquels le bâtiment s'ouvre vers l'extérieur sont ornés de personnages en stuc représentant sans doute Pakal lui-même. Les personnages assis à ses pieds pourraient être des figures d'ancêtres.
La Maison D délimite le Palais à l'ouest. Son architecture ressemble à celle de la Maison A. Ses sculptures en stuc sont cependant très différentes de celles de cette dernière. Il pourrait s'agir de scènes mythologiques situées à Matwiil, le lieu d'origine mythique de la dynastie de Palenque. Une première version de la Maison A-D, qui ferme l'ensemble vers le nord, daterait également du règne de Pakal. Le deuxième fils de Pakal, K'inich k'an Joy Chitam II, apporta des modifications à cet édifice et y fit installer la « Tablette du Palais », qui le représente entouré de son père et de sa mère. La maison A-D est actuellement en grande partie effondrée.
Le trait le plus distinctif du Palais, un édifice en forme de tour de quatre étages, de base presque carrée (7 × 7,50 m), a été ajouté à l'ensemble sous le règne de K'inich K'uk Bahlam. Les archéologues pensent qu'il servait d'observatoire. Le dernier étage est une reconstitution.

### Temple des inscriptions

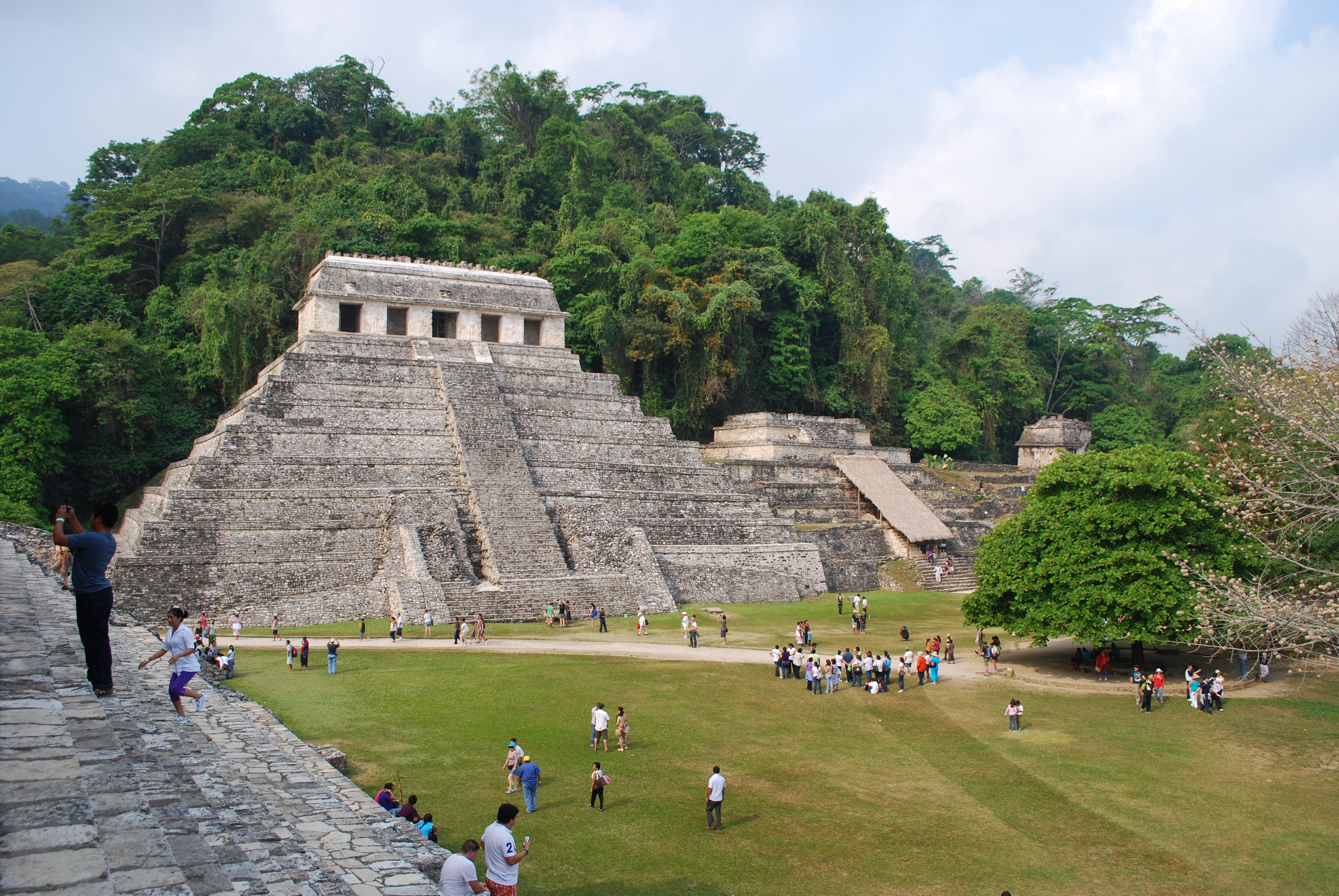
Temple des inscriptions aligné à l'ouest du Temple XIII.

Le Temple des inscriptions, conçu par K'inich Janaab' Pakal I comme son propre monument funéraire et achevé par son fils K'inich Kan Bahlam II, se dresse au sommet d'une pyramide à neuf degrés, haute de 20 m. On y accède par un escalier axial. Le temple était surmonté d'une crête faîtière qui a pratiquement disparu. Cinq portes s'ouvrent sur une salle rectangulaire qui communique avec trois pièces à l'arrière.
À l'intérieur se trouvent trois tablettes couvertes d'inscriptions. Le temple leur doit son nom. Ensemble, elles forment un seul texte de 617 blocs glyphiques, un des plus longs du monde maya. Il traite de l'histoire de Palenque au cours des huit katuns entre 514 et 672, nous plonge dans un passé mythologique, lors de l'accession d'une divinité 1 246 826 années auparavant et nous projette ensuite dans le futur, lors de la célébration de la fin d'un katun en 4772 ap. J.-C. Le texte détaille certains événements du règne de K'inich Janaab' Pakal I, mentionne son décès et se termine par l'accession au trône de son fils.

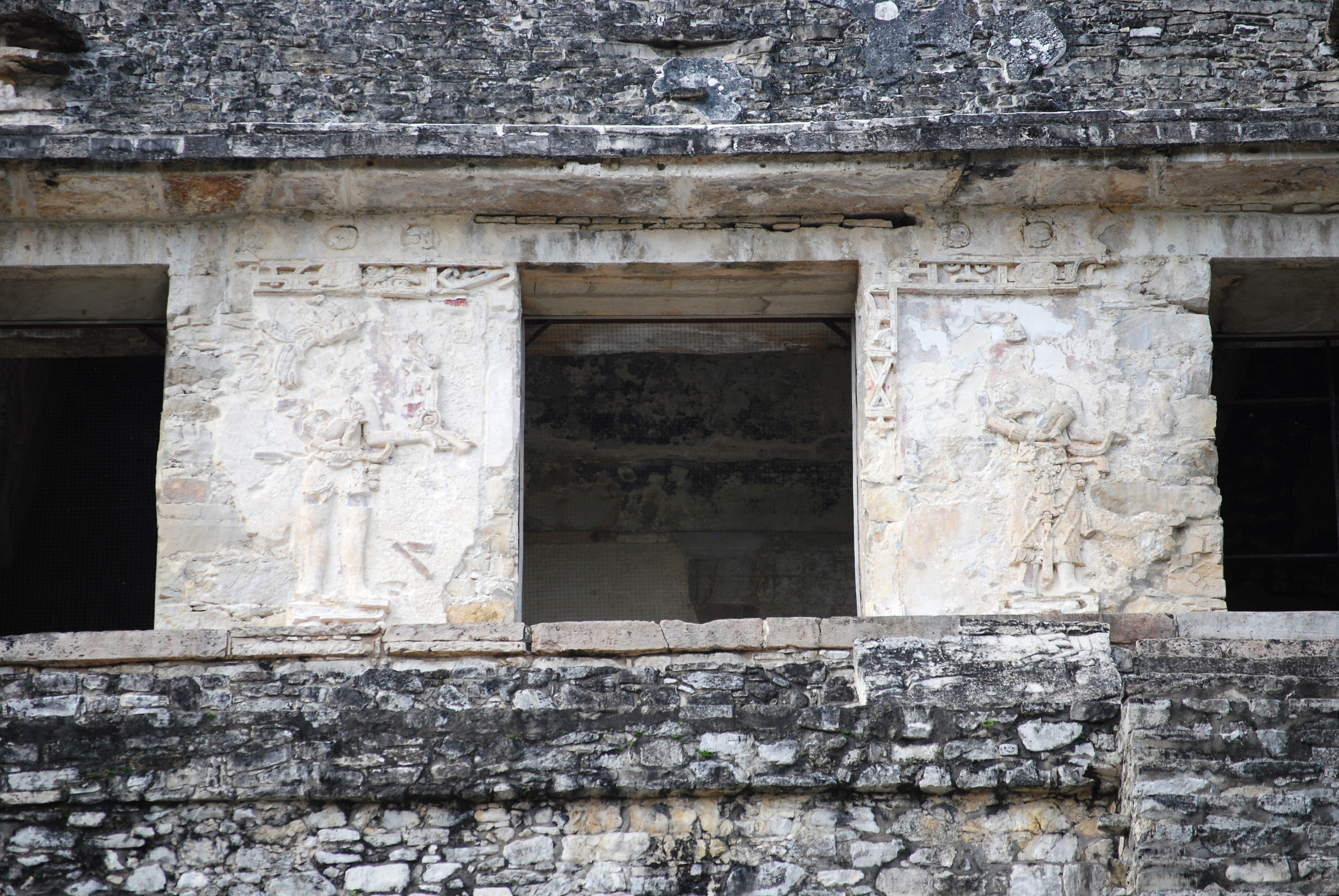
Piliers de la façade du temple décorés à l'origine de bas-reliefs en stuc.

À l'extérieur, les six piliers de la façade du temple étaient décorés de bas-reliefs en stuc. Les quatre piliers centraux sont ornés chacun d'un personnage portant dans ses bras un enfant dont une jambe a la forme d'un serpent. L'interprétation de ces panneaux reste sujette à discussion. Le découvreur de la tombe de Pakal, Alberto Ruz Lhuillier, y voyait des offrandes d'enfants au dieu de la pluie. Linda Schele et David Freidel (en) ont émis l'idée que l'enfant était le fils de Pakal, Kʼinich Kan Bahlam II (en), dans les bras de ses ancêtres, dont Pakal lui-même et son épouse. La jambe de serpent l'identifie à GII, une des divinités de la Triade de Palenque, tandis qu'une difformité connue de ce souverain — six doigts de pied — l'identifie en tant qu'individu. Ces auteurs voient dans cette mise en scène une forme de légitimation du souverain. Une autre hypothèse serait que l'enfant est Pakal lui-même sous la forme de GII. Les piliers situés à chaque extrémité du temple portaient des inscriptions qui ont malheureusement disparu.
Depuis le temple, un escalier qui était dissimulé par une dalle tourne deux fois à angle droit et mène à une crypte située 22 m plus bas, un peu au-dessous du niveau du sol extérieur. Une grande dalle triangulaire fermait la crypte. Le long de l'escalier court un conduit en pierre reliant le temple à la crypte. Les archéologues baptisèrent ce conduit « psychoduc » ou « conduit de l'âme », considérant que sa fonction était de servir de trait d'union entre l'esprit du défunt et le monde des vivants. La crypte mesure 4 m × 10 m et la voûte a une hauteur de 7 m. L'espace est pratiquement entièrement occupé par le sarcophage.

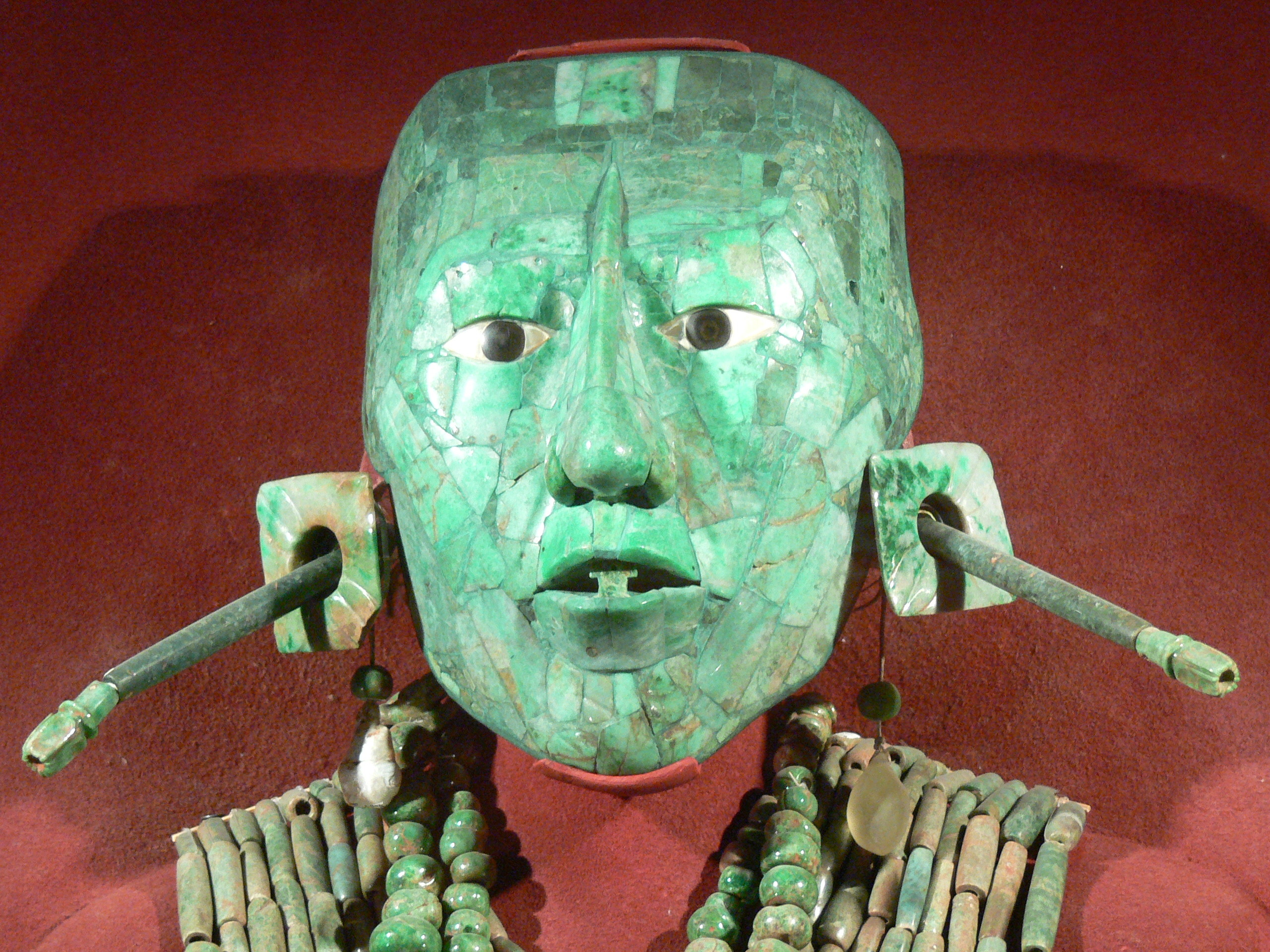
Le Masque de jade.

Le couvercle du sarcophage, à l'iconographie cosmique complexe, représente le souverain défunt dans une position curieuse qui a suscité différentes interprétations. La plus communément admise est que Pakal tombe dans la gueule du monstre terrestre au moment de sa mort à l'image du soleil couchant. Une autre possibilité serait que le roi émerge de la terre à l'image du soleil levant. Derrière le roi se dresse un arbre cosmique en forme de croix sur lequel est perché un oiseau. Une inscription sur la tranche du couvercle mentionne les dates de naissance, d'accession et de décès de Pakal, ainsi que les dates d'accession et de décès de ses prédécesseurs. Sur les côtés du sarcophage figurent des portraits d'ancêtres émergeant à mi-corps de la terre sous forme d'arbres fruitiers : sa mère, la Dame Sak K'uk', et son père Kʼan Moʼ Hix (en) représentés chacun deux fois, Ahkal Mo' Naab' II, K'an Joy Chitam I, la reine Yohl Ik'nal, représentée également deux fois ainsi que Janaab' Pakal.

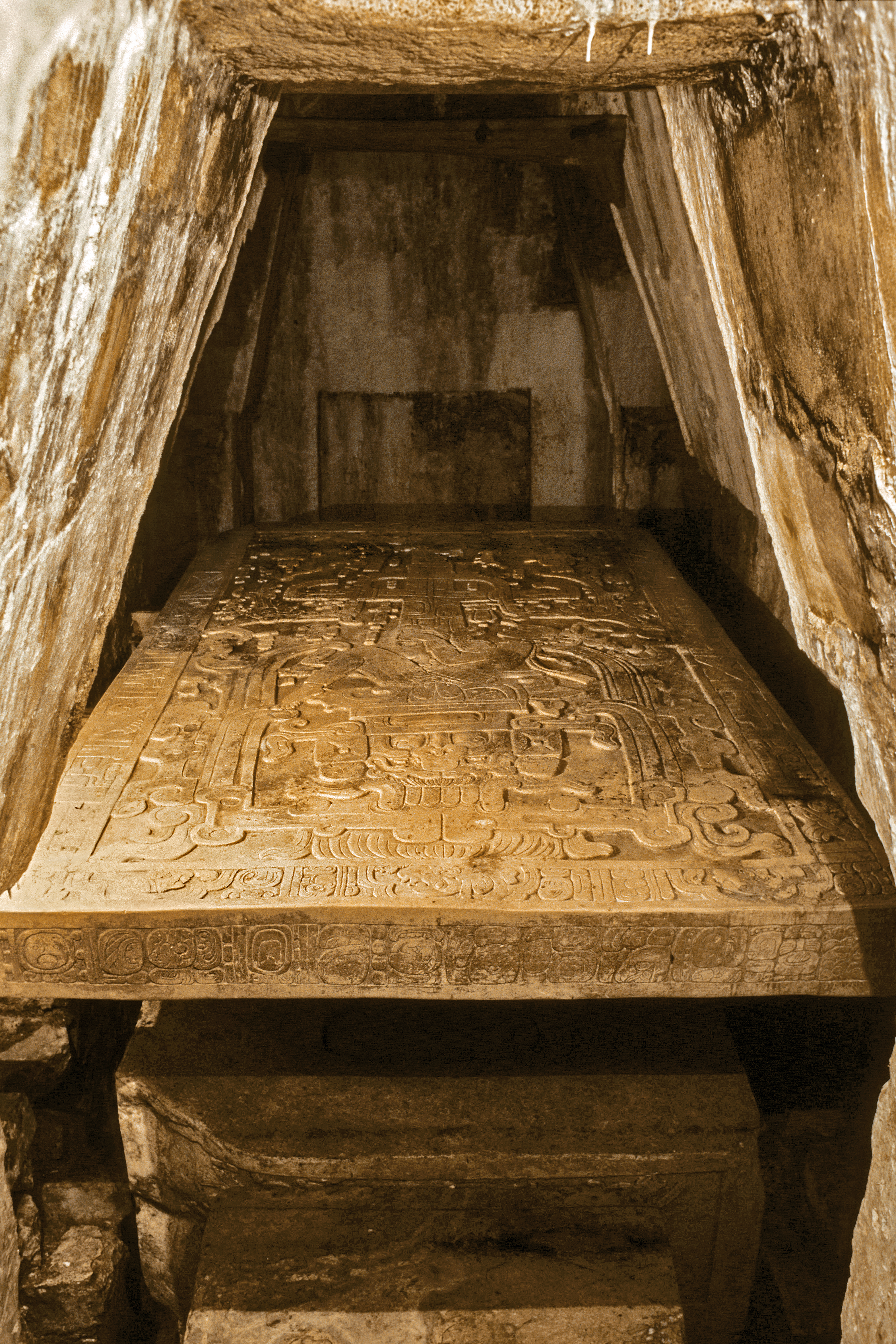
Dalle du sarcophage de K'inich Janaab' Pakal Ier dans la crypte du Temple des Inscriptions (1985).

Les murs de la crypte sont décorés de neuf personnages en stuc tenant chacun un sceptre K'awiil et qu'on identifie généralement à des ancêtres royaux, notamment Yoh Ik'nal que l'on distingue grâce à sa longue jupe.
Dans le sarcophage, l'archéologue Alberto Ruz Lhuillier découvrit un squelette dont la face était couverte d'un masque de jade. Tout un trésor dormait à côté du défunt dont une partie a été volée en 1985.

### Groupe de la Croix

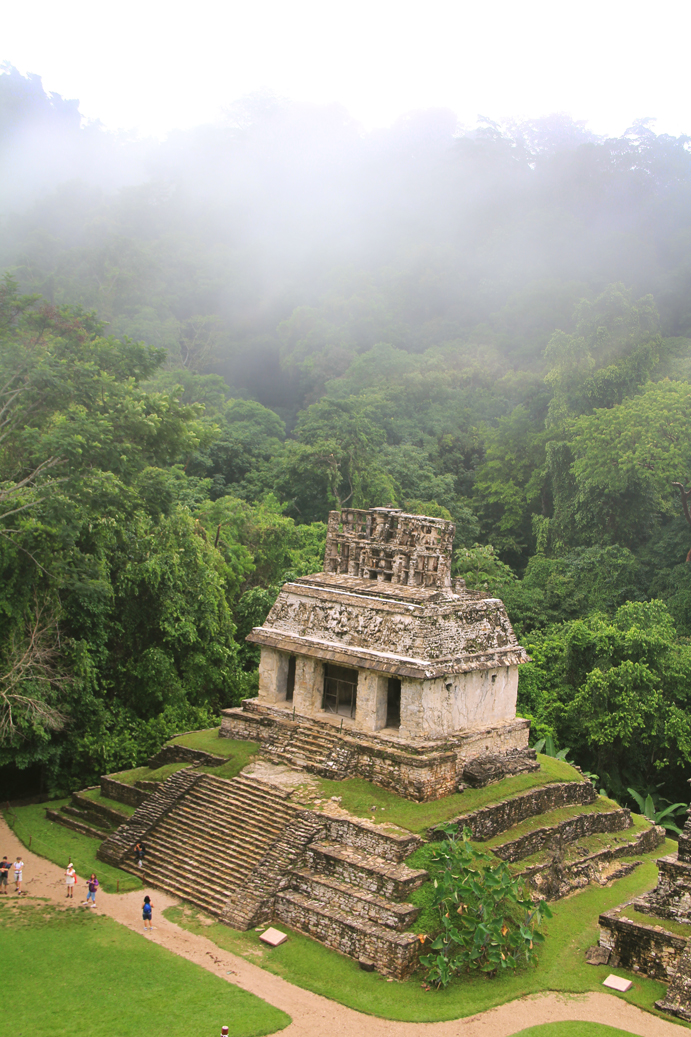
Le Temple du Soleil.

Le Groupe de la Croix comporte le Temple de la Croix, le Temple du soleil et le Temple de la Croix feuillue. Le nom du groupe lui vient du premier de ces trois édifices. Le Temple de la Croix lui-même tire son nom du motif central d'un panneau qui orne le mur du fond du sanctuaire. Les premiers explorateurs du site l'avaient pris — à tort — pour une croix. Le Groupe de la Croix est situé au sud-est du Palais, de l'autre côté de la rivière Otulum, au pied d'une colline appelée « El Mirador ».
Les trois temples, dressés sur des pyramides à degrés, sont groupés autour d'une place, au centre de laquelle se trouve une petite pyramide radiale. Chaque temple était couronné d'une crête faîtière ajourée (cresteria) ornée de stucs et peinte. Cette disposition en triade rappelle des modèles de l'Époque préclassique à Nakbe ou à El Mirador.
Ils furent consacrés tous les trois le même jour, le 10 janvier 692, par K'inich Kan Bahlam II, fils de K'inich Janaab' Pakal I. Leur architecture, leur programme iconographique et leurs textes hiéroglyphiques sont extrêmement sophistiqués et cohérents. Nous savons par les inscriptions que le Groupe de la Croix est associé à la Triade de Palenque, un groupe de trois divinités identifiées par Heinrich Berlin en 1963, qui les nomma God I, God II et God III, qu'on abrège en GI, GII et GIII. Chaque temple est associé à une des trois divinités et correspond à un aspect du cosmos et de la royauté divine telle que les Mayas de l'Époque classique les concevaient. L'ensemble constitue une légitimation dynastique en rattachant le souverain régnant à des événements mythiques et à des ancêtres royaux.

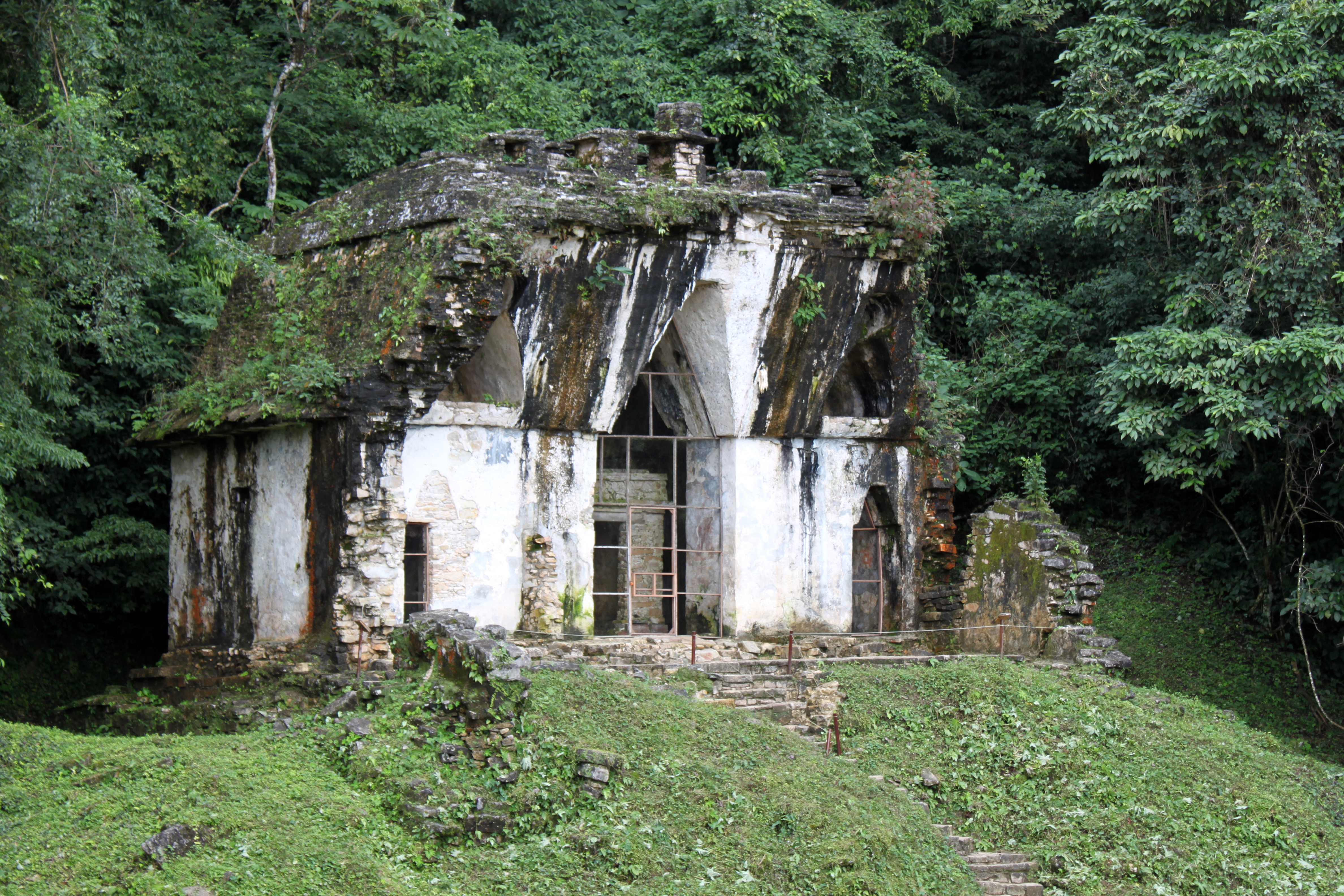
Temple de la Croix feuillue

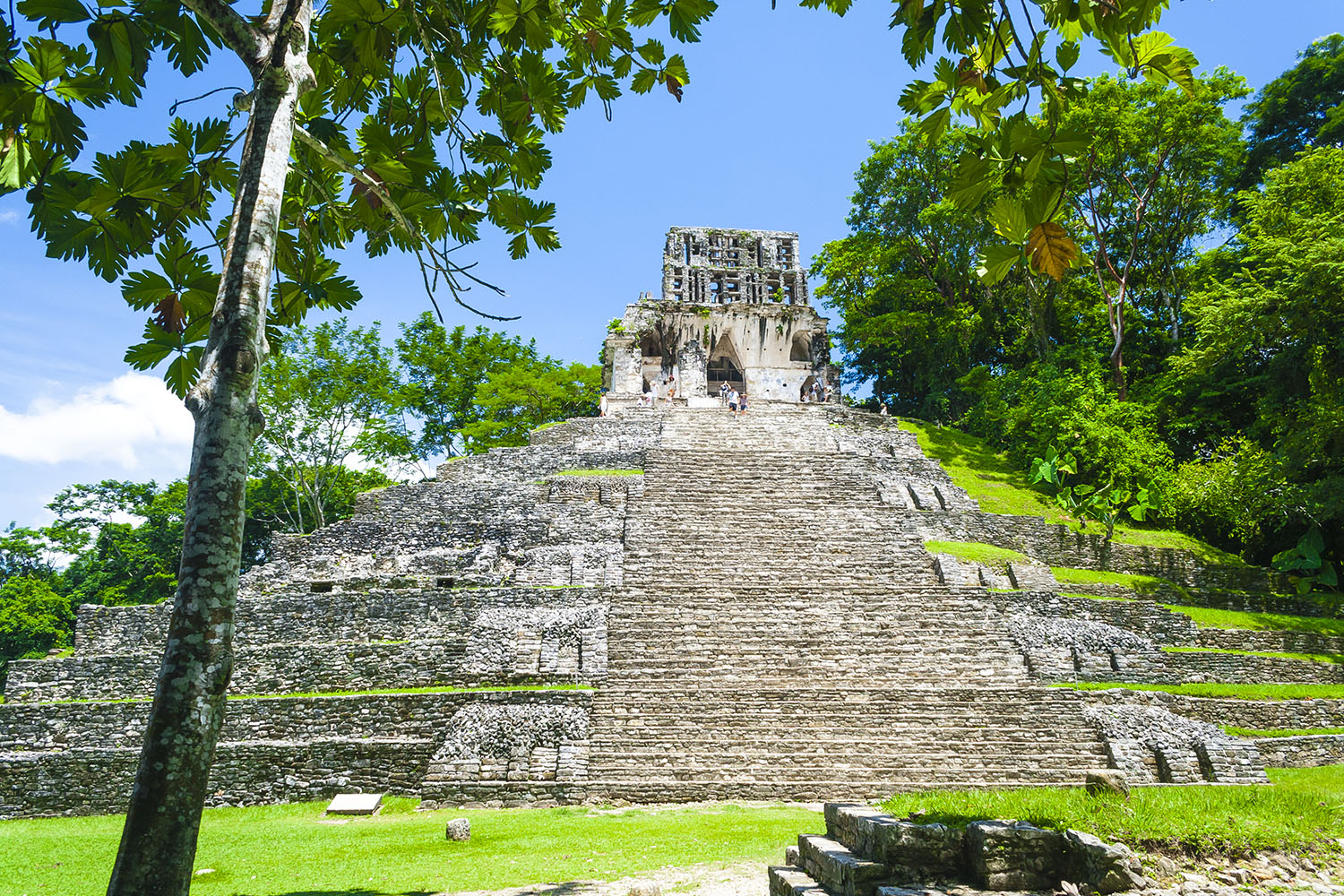
Temple de la Croix

Les trois temples présentent un plan identique : la façade s'ouvre par trois portes sur deux pièces qui communiquent également entre elles par trois portes. Au milieu de la pièce du fond se trouve une pièce plus petite, le sanctuaire proprement dit, appelé pib naah en maya. Au fond de ce sanctuaire se trouvent trois tablettes. Dans chaque sanctuaire, la tablette centrale obéit au même schéma : autour d'un motif central différent se font face deux personnages. L'un représente K'inich Kan Bahlam II âgé de six ans, vêtu d'un costume qui reste énigmatique. L'autre représente le même Kan Bahlam adulte, vêtu de manière beaucoup plus simple. Les inscriptions forment un ensemble cohérent, du Temple de la Croix, en passant par le Temple du Soleil, puis la Croix feuillue.
La façade du Temple de la Croix s'est en grande partie effondrée, révélant l'intérieur de l'édifice. Il est associé à GI. La Tablette de la Croix au centre du sanctuaire est une réplique. L'original se trouve aujourd'hui exposée au Musée national d'anthropologie de Mexico. Encadrée par les figures de K'inich Kan Bahlam, jeune et vieux, l'icône centrale représente l'arbre de la création qui se trouve au centre du monde (axis mundi) selon la mythologie maya. L'arbre émerge d'un masque du monstre terrestre. À son sommet se trouve perché un oiseau surnaturel. Les personnages se tiennent sur une bande céleste. Tout le programme iconographique du Temple de la Croix fait référence à la sphère céleste et aux ancêtres.
Accolé à la base de la pyramide du Temple de la Croix, l'édifice XVI ou Temple XVI est un groupement de constructions de style résidence, dans lequel des tablettes et un panneau gravé ont été retrouvés.En fait de temple, il s'agit plutôt de ruines étendues de huit bâtiments, chacune avec un couloir et une cour centrale sur le côté Est, construites à différents niveaux sur une plate-forme naturelle sur le côté nord de la plate-forme du Temple de la Croix. La forme et la taille de ces structures suggèrent leur usage purement résidentiel, alors que son emplacement indique qu'il a été utilisé par la classe dirigeante autour de 700 apr. J.-C. La tablette « bundle », trouvée dans l'un des bâtiments principaux du Temple XVI, est un fragment de panneau de calcaire connu sous le nom de « sculpture Bundle » avec des glyphes et des chiffres. Trois hommes semblent porter un gros paquet, avec un quatrième dont le profil est à peine visible en bas à gauche. Les glyphes donnent la date du 1er avril 731, tandis que les petits glyphes révèlent le nom de Ahkal Mo 'Naab III. Les trois hommes portent de hautes coiffes en forme de cône de papier ou de tissu. C'est également dans cette partie des ruines qu'a été trouvée la fameuse Tablette K'an Tok, sorte de « who's who » de la cité de Palenque, car plusieurs souverains y sont mentionnés. Comme beaucoup de fragments de la tablette ont disparu, sa traduction complète est impossible.
Le Temple de la Croix feuillue, qui est maintenant dépourvu de façade, est consacré à GII. Les acteurs du panneau central, dit de la Croix feuillue, se tiennent de part et d'autre d'un plant de maïs ressemblant grossièrement à un croix, ce qui explique son nom. Il émerge d'un masque représentant la terre sous son aspect nourricier. Les branches de cette « croix » sont des feuilles, où des têtes du dieu du maïs ont pris la place des épis. À son sommet se trouve perché un oiseau. L'imagerie de l'édifice est associée à l'eau et à l'agriculture. Récemment dégagé au cours des travaux menés à l'été 2022, les niveaux de la pyramide ont été débarrassés de la végétation et le Temple a retrouvé un peu de sa splendeur passée.
Le Temple du soleil, dressé sur une pyramide de 4 m de hauteur, est le plus petit, mais aussi le mieux conservé des trois édifices. Il est consacré à GIII. Sur le panneau central du sanctuaire, les personnages se tiennent de part et d'autre d'un motif central formé d'un bouclier et de deux lances entrecroisées. Sur le bouclier figure la représentation frontale d'une tête de jaguar. Le jaguar est l'aspect nocturne du soleil, associé à la guerre. Dans cet édifice, la thématique générale de l'iconographie relève de l'inframonde et de la guerre.
A l'est du Temple du Soleil, le Temple XIV et le groupe XV sont les premiers édifices à accueillir les touristes entrant sur l'esplanade du Groupe des Croix. Le Temple XIV a probablement été construit par le successeur de Kan Balaam II, K'inich K'an Joy Chitam II. Un escalier à degré conduit au temple qui s'ouvrait sur trois entrées. On distingue encore sur la gauche la voûte de l'une des salles latérales, et l'entrée de la salle centrale où se trouve le sanctuaire qui abrite un panneau de stuc. Les quatre piliers de l'entrée, ainsi que la toiture ont entièrement disparus.L'un des avantages du Temple XIV, c'est qu'il présente un sanctuaire intact. Bien que ses deux montants aient été endommagés par le temps et presque entièrement dépouillés de leurs parements de stuc, la tablette centrale est dans un état de conservation remarquable. Il apparaît clairement que le temple du Soleil a servi de modèle au temple XIV, et le fait qu'il soit plus petit est en fait un hommage rendu par Kinich Chitam II, à son prédécesseur. Le panneau diffère de ceux présents dans les trois autres temples du groupe des Croix : pour la première fois il ne s'agit pas d'une scène d'adoration mais bien d'une mise en scène du commanditaire de l'édifice. C'est un panneau en stuc composé de trois éléments. On peut voir une stèle représentant Kan Balaam (” Serpent Jaguar “), un roi important de Palenque, avec sa mère. La scène de la tablette centrale du Temple XIV a été interprétée comme représentant un événement à titre posthume, qui a lieu exactement trois ans de 365 jours et un cycle de 260 jours après la mort de Kan Balaam, soit en l'an 705. De plus, l'événement représenté n'est plus « statique »; le personnage de Kan Balaam étant en mouvement, se préparant à recevoir une offrande des mains de sa mère.
A l'origine, le groupe XV était composé de plusieurs bâtiments dont les fouilles n'ont révélé à ce jour que les fondations, ce qui néanmoins a permis leur localisation précise. Un rectangle de pierre est tout ce qui reste du bâtiment XV-B. Un peu en retrait caché par les arbres, la plate-forme du bâtiment XV-A. Il semblerait d'après certains spécialistes que ces deux bâtiments servaient d'habitation, ce qui peut paraître surprenant au cœur d'un complexe dédié aux cultes et aux cérémonies. D'après les relevés topographiques établis en 1999, le bâtiment XV-A aurait été édifié en dernier, s'appuyant sur la face nord du temple XIV et sur la face ouest du temple XV. Le bâtiment XV-B a été bâti un peu à l'écart de l'ensemble, par manque de place, probablement.

### Le Groupe Sud
Plus avant dans la Jungle, après avoir passé le Temple de la Croix Feuillue, le groupe Sud comprend les Temples XVII, XVIII et XVIII-A, le Temple XIX, le Temple XX et l'édifice XX-A, le Temple XXI et le Temple XXII.
Le Temple XVII est un petit édifice bâti sur une pyramide à degrés, probablement trois ou quatre, comme le Temple XIV par exemple. Cependant il est plus large que ce dernier et parait plus imposant. Comme la majorité des constructions que l'on a localisé dans cette partie du site, le temple XVII a été sérieusement endommagé par la végétation luxuriante du Péten. Mais on peut encore deviner la base de son escalier principal, ainsi que l'accès à la salle principale du temple. Comme dans tous les temples du groupe des Croix, le sanctuaire renferme une tablette de stuc. Cette dernière représente Kan Ballam II avec une captive B'olon.
Les Temples « Jumeaux » XVIII et XVIII-A ont été rendus à la nature. L'intérêt majeur de ce temple réside dans la découverte de trois tombes sous sle porche du Temple XVIII, ainsi que de dizaines de glyphes de stuc donnant des dates allant de 542 à 731 jonchant le sol du Temple XVIII-A. Ces glyphes sont exposés au Musée de Palenque.Les glyphes en stuc du Temple XVIII ont été initialement montés sur le mur arrière du sanctuaire intérieur du temple. La plupart s'étaient décrochés et éparpillés lorsque les archéologues Bloom et Lafarge découvrirent l'édifice en 1920. Ainsi l'ordre de lecture original est inconnu.
Le Temple XIX ressemblait plus à un long bâtiment cérémoniel qu'à des temples plus ouverts comme on en trouve dans le groupe des Croix. Au sommet de l'escalier central, une tablette comprenant six glyphes lisibles, le reste de la tablette étant manquant., a donné son nom moderne à l'édifice : le Temple des exclaves : Le texte commence par un nom de personne qui est malheureusement difficile à lire, mais se poursuit avec « yo-TAL » un titre important « Y-Ajaw-K'ak », traduit comme « Seigneur du Feu ». Le texte se poursuit avec un certain nombre menant à 9 KiB 19 Kayab (22 Janvier 734). Ce peut être la date de dédicace du temple XIX. Le glyphe suivant, le dernier sur le grand fragment, est apparemment CHAK-?-NAH- ce qui donnerait une traduction proche de : « Rouge […] du bâtiment ». À la suite de cela, sur les plus petits fragments on trouve un glyphe qui est difficile à lire, mais qui commence par un U et dont la fin est un IL. Il s'agit d'une parallèle à l'expression « u-pib-nah-il » (sa maison- four) qui peut se référer à un autre type de construction « appartenant » à un dieu ou à une tierce personne nommée dans les glyphes qui ne nous sont pas parvenus. Le Temple renferme deux oeuvres majeures : le trône entouré de la Tablette des Esclaves et le pilier A du temple XIX avec sa double face ornée, avec une représentation en stuc de K'inich Ahkal Mo III 'NaHB', édificateur du temple. Il s'agit d'une reproduction du panneau original, ce dernier ayant souffert des intempéries et des ravages du temps.
Le Temple XX demeure un édifice à part. Commencé en 540, certaines traces de modifications architecturales sembleraient dater de 720, soit près de deux siècles plus tard. Pour comprendre ce véritable Puzzle, les archéologues travaillent d'arrache-pied depuis 2001, date de sa mise au jour ; Les fouilles ont mis au jour une chambre funéraire qui aurait été la chambre originelle de Pakal avant le transfert de sa dépouille dans le Temple des Inscriptions.
Lors des travaux de restauration de la pyramide du temple XX, les fondations d'un autre bâtiment accolé à la face nord de la pyramide guidèrent les archéologues jusqu'à la découverte de ce qui est aujourd'hui appelé le Temple XX-A. De taille modeste, la pyramide du temple XX-A comporte trois degrés bien définis, et sans doute des degrés moindres à sa base, servant de jonction avec les premiers degrés de la pyramide du Temple XX contre laquelle il est bâti.
Construit dans l'alignement direct du Temple de la Croix, le Temple XXI est cependant très différent de son vis-à-vis. Une seule plate-forme et un escalier droit de sept marches conduisent à une salle unique ornée de quatre piliers rectangulaires. Un trône, d'une facture simple, et orné de nombreux glyphes, était recouverts de nombreux gravats provenant du Temple XVII, et lors des fouilles, les archéologues ont découvert notamment une tablette dont certains fragments parcellaires correspondaient à un panneau du Temple XVII.
A l'ouest des temples XX et XXI on trouve les ruines d'une construction en deux parties situées au bord de la plate-forme naturelle de l'esplanade du Temple XX. Il s'agit du Temple XXII. Bâtiment longiligne et rectangulaire, le Temple XXII semble avoir eu une fonction de culte ainsi qu'une fonction de logement, comme ont pu en témoigner les récentes découvertes de la zone sud du bâtiment.

### Autres structures

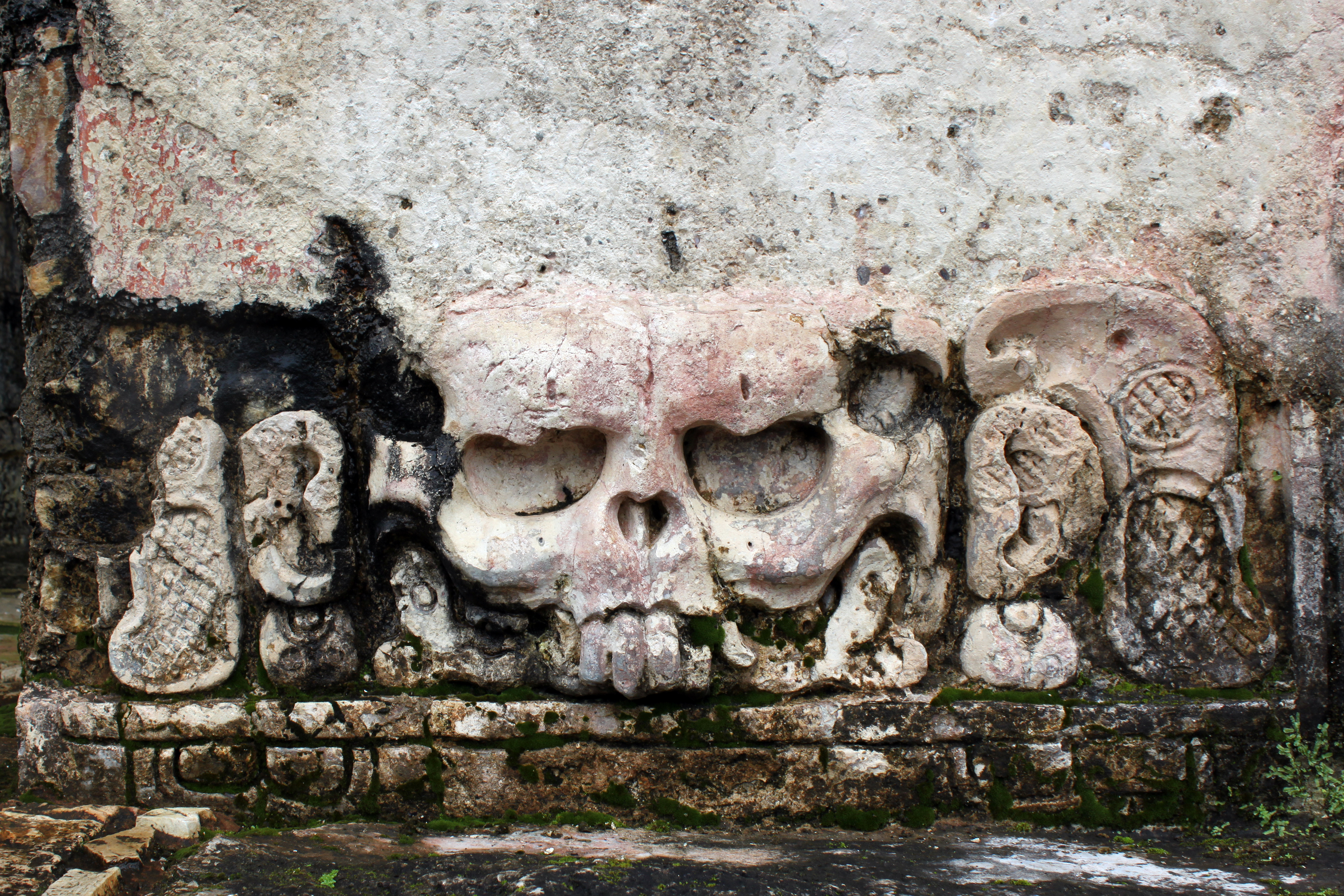
Bas relief du Temple du Crâne.

Le Temple XII est le premier temple à l'entrée du site, il est appelé aussi « Temple du Crâne » à cause du bas relief en stuc qui orne le haut de son escalier d'accès. Il est situé sur la même plateforme que le Temple XIII et le Temple des Inscriptions.

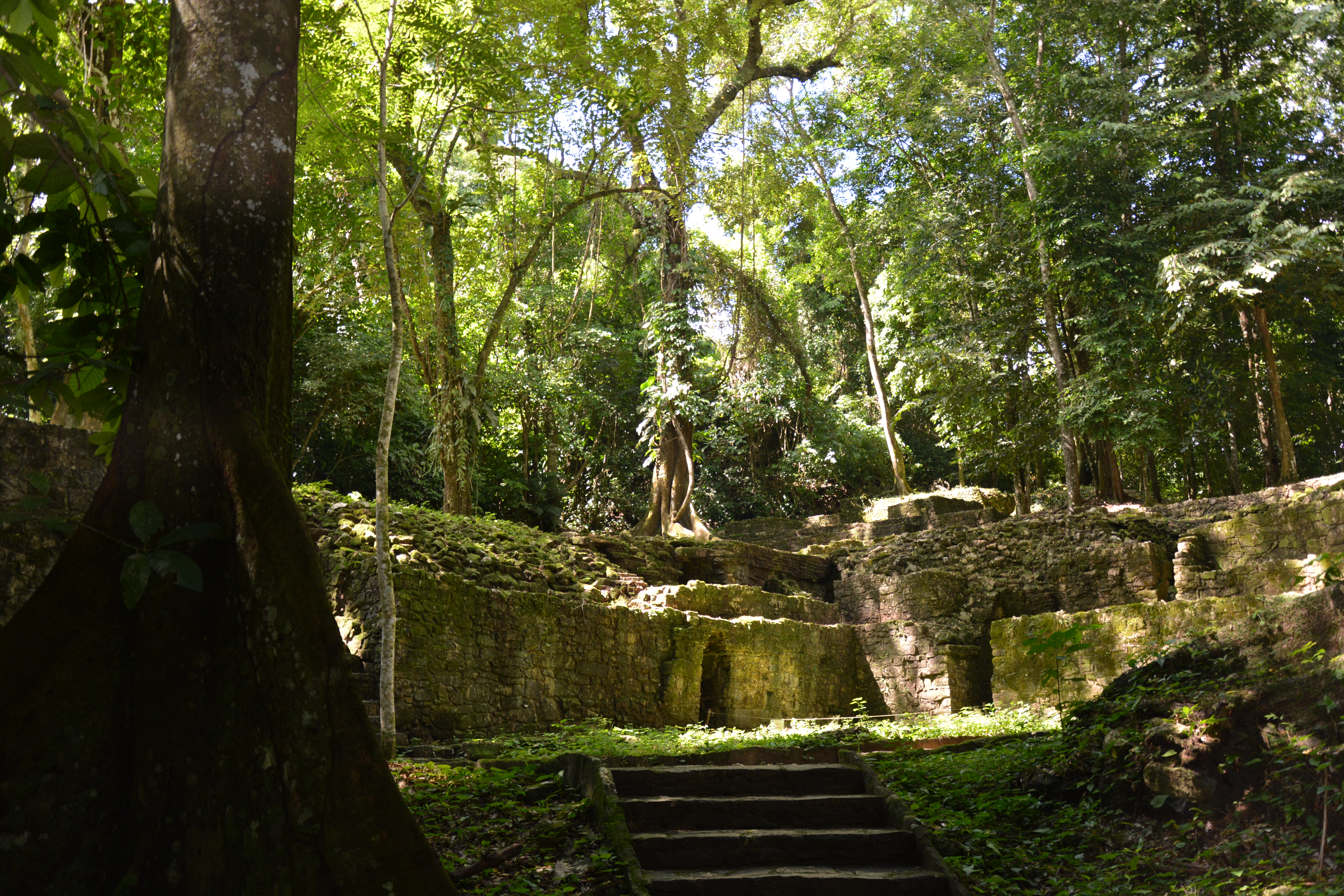
Groupe I, au nord du site, encore en partie couvert par la végétation

Le Temple XII-A qui sépare le Temple du Crâne du Temple XIII a été dégagé et présente une architecture avec un large escalier central, qui aboutit à une plate-forme où autrefois se dressait un petit temple.

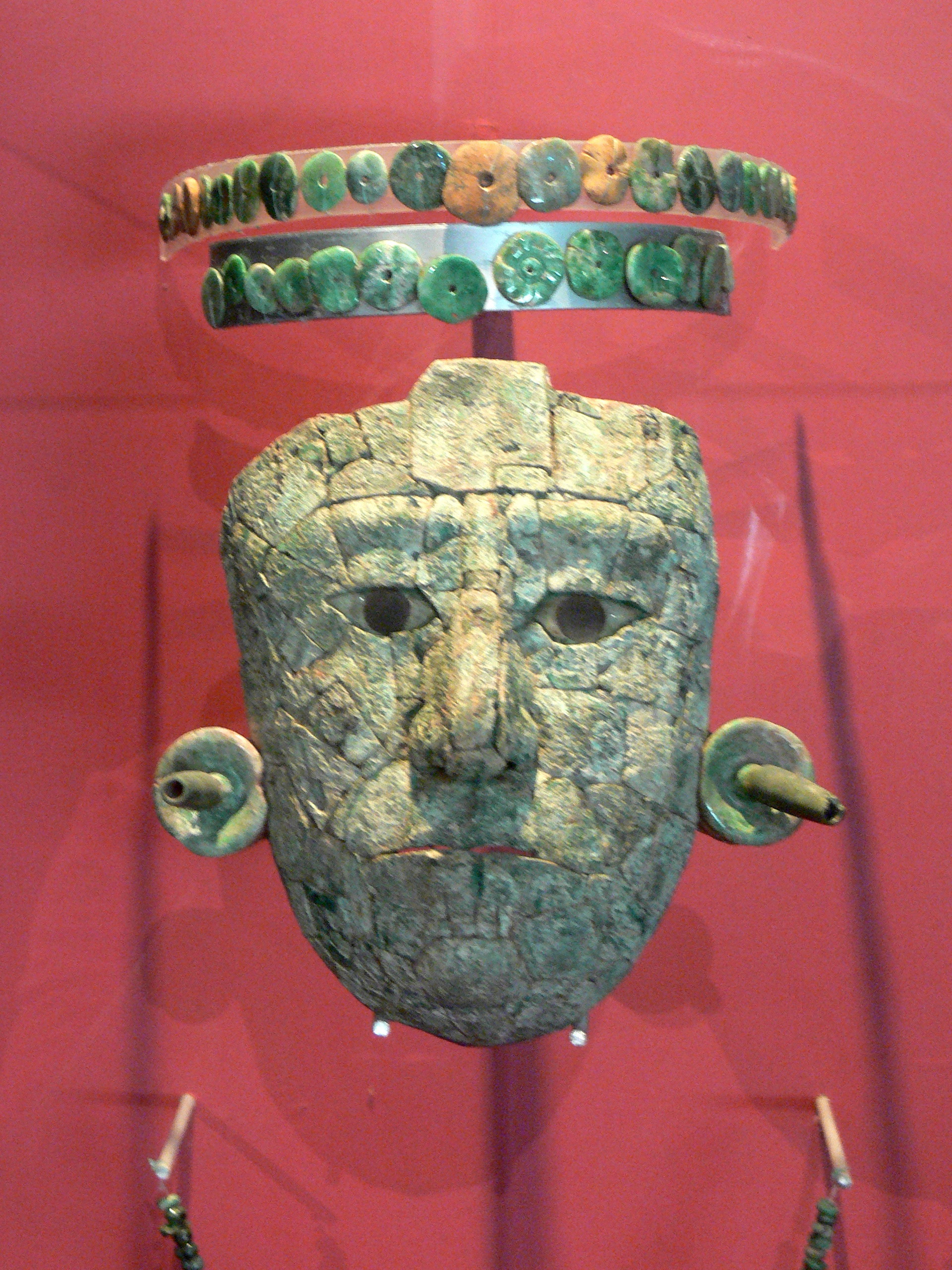
Masque funéraire de la Reine rouge.

Le Temple X est une structure assez large et élevée sur deux niveaux. Les fouilles et les restaurations permettent aujourd'hui d'en contempler les piliers de l'entrée ainsi que la base monumentale d'un escalier central.
Le Temple XI est situé en face du Temple XII et derrière le petit mausolée de Ruiz L'Huillier, le Temple XI a été dégagé dans les années 80 avant d'être à nouveau recouvert par la végétation. Une pyramide de 4 degrés semblable à celle du Temple du Comte et les bases d'un temple ont été répertoriés. Malheureusement le temps a fait que l'escalier central et les degrés ont été nivelés par la végatation. Depuis 2022, l'INAH a entrepris de dégager le Temple XI, également appelé Grande Pyramide, car l'édifice devait avoir la même hauteur que le Temple des Inscriptions voisin. On peut aujourd'hui voir les premiers degrés de la pyramide ainsi que la délimitation de l'escalier central.
Le Temple XIII (Tombeau de la Reine Rouge) Au cours de travaux effectués en 1994, on y découvrit un couloir et trois chambres, dont l'une abritait un sarcophage. Celui-ci contenait les ossements d'une femme d'âge moyen couverts d'une épaisse couche de cinabre - d'où son sobriquet de « Reine rouge » - et accompagnés de nombreux objets en jade. De chaque côté du sarcophage gisait le squelette d'une victime sacrificielle. La proximité du Temple des inscriptions contenant le sarcophage de K'inich Janaab' Pakal I fit penser aux archéologues que la Reine rouge pourrait être la Dame Sak K'uk', mère de ce dernier. Cette hypothèse fut cependant infirmée par un examen de l'ADN excluant toute parenté entre les deux. Faute de la moindre inscription, l'identité de la Reine rouge reste donc mystérieuse, même si on a spéculé qu'il pourrait s'agir de l'épouse de K'inich Janaab' Pakal I.
L'Aqueduc est une structure voûtée de trois mètres de haut qui conduit au fleuve Otolum en passant sous la place principale de Palenque, dans la section qui correspond à la façade orientale du Palais. L’aqueduc est complété par un pont de pierre qui enjambe les eaux de l’endroit que l’on appelle « le bain de la Reine », à l’extrême nord du groupe principal.
Le Temple du Beau-Relief se situe à 200 mètres au sud du groupe principal. Il doit son nom au bas-relief finement ciselé qui représente un roi assis sur un trône en forme de jaguar bicéphale.
Le Temple du Comte est nommé par Waldeck. En effet, c’est là qu’il séjourna lors de son voyage à Palenque. Entre autres extravagances, il aimait à se faire appeler Comte (et parfois Baron ou Duc). Cet élégant édifice possède une base à cinq degrés. Dans la partie supérieure se trouve un temple qui a conservé la totalité de ses éléments architecturaux originaux.
Le Jeu de pelote consiste en deux plateformes parallèles constituent la structure permettant de faire un jeu de pelote. Des travaux d’exploration et de consolidation sont encore nécessaires.
Le Groupe Nord est un ensemble de plusieurs temples construits à diverses périodes, et qui se sont plus ou moins imbriqués les unes dans les autres, bénéficiant de l'unique plate-forme sur laquelle ils furent édifiés. Il se compose des restes de cinq bâtiments, qui sont alignées d'est en ouest à différents niveaux sur une plate-forme allongée, qui sert de fondation. L'archéologue Maudslay les numérota de I à V, à commencer par l'Est. À l'exception des bâtiments I et III les temples suivent le modèle des temples de Palenque : portique de trois entrées à l'avant et pièce centrale qui a été utilisé comme un sanctuaire avec des cellules latérales.
Le Temple Olvidado ou Temple Oublié
Le Groupe Olvidado est un petit groupe de structures organisées autour du bien connu Temple Olvidado. Le Temple Olvidado a tout d'abord été enregistré par Blom dans les années 1920 et fouillé par Berlin dans les années 1940. Construit à l'écart du centre cérémoniel, à plus de 4 km du Palais, par exemple, le Temple Olvidado fut achevé en 647 par Pakal Ier. Les fonds nécessaires à son édification provinrent de la victoire sur la cité voisine de Calakmul, ce qui permit entre autres le financement des Maison A, B et C du Palais. Sa situation géographique lui valut même le surnom de Temple Oublié. C'est en creusant le sol du Temple que les archéologues ont fait trois découvertes sensationnelles : trois tombes alignées sous les trois porches formés par la colonnade d'entrée. La tombe 1 renfermait encore la dépouille d'un homme recouvert de parures de jade et d'un masque funéraire semblable à celui de Pakal. Une sorte de plastron à trois pendants, et les restes de bijoux d'oreille et de bracelets. Le masque était moins ciselé que celui de Pakal, mais il témoignait de la grandeur du personnage inhumé ici. Selon toute probabilité, c'est Pakal lui-même qui aurait permis cette inhumation, au cœur même du temple qu'il avait lui-même commandé. La tombe 2 ne renfermait plus de corps, mais deux masques funéraires différents, et plusieurs parures. La tombe 3 était elle aussi encore occupée, et le corps était lui aussi recouvert de son masque funéraire. Cependant, ce dernier présentait des ornements plus riches, ce qui semble prouver un rang supérieur à celui enseveli à son côté.